# Islands historie
Islands historie er anderledes end historien i det øvrige Norden. Lige fra den første tid kender man enkeltpersoner, deres navne og slægtsforhold samt præcise årstal. Blandt de ældst kendte bøger skrevet på Island er Sagaerne, som beretter om landets historie. Der er få lande, som har en så rig dokumentation af deres tidligste historie som Island.
Islands historie er kort fortalt beretningen om frie folk, der som følge af indbyrdes strid mistede deres frihed og derefter måtte gå grueligt meget igennem, inden de genvandt friheden. At det gik sådan, kan henføres til flere forhold: For det første havde Island i lang tid en såre beskeden befolkning, svingende omkring 40.000 til 60.000. I forhold til landets størrelse var Island således et tyndt befolket land. For det andet udgjorde landbrug landets hovednæringsvej, hvilket indebar dels en meget spredt befolkning som ikke virkede befordrende på dannelsen af småbyer endsige købstæder, dels en høj grad af selvforsyning hvilket stækkede vilkårene for en befolkning inden for håndværk og handel; fiskeri var en binæring udøvet i fiskesæsonen og da fra midlertidige fiskebosætningssteder – ikke fra helårsbeboede fiskerlejer. For de tredje var landet fattigt på råvarer, hvorfor eksempelvis kornvarer, tømmer og jern måtte importeres, hvilket gjorde islændingene afhængige af disse forsyninger. For det fjerde lå landet forholdsvis langt fra andre lande og havde lange fragtveje, der tilmed kun blev benyttet i sommerhalvåret. Endelig savnede landet en central regering, der kunne have samordnet og styret udviklingen, og da den endelig kom, havde den sit hovedsæde langt fra øen, der dermed blot var én blandt flere andre landsdele, hvis hensyn skiftende regeringer måtte tage vare på.

## Islands opdagelse og landnamstid (tiden indtil 930)
Den første historiske efterretning om Island findes hos den irske munk Dicuilus, der i sin bog De mensura orbis terræ under året 825 fortæller, at nogle gejstlige omtrent 30 år tidligere var kommet til en fjerntliggende ø, som de antog for det af klassiske forfattere omtalte Thule. De opholdt sig på denne ø fra 1. februar til 1. august, og deres beskrivelse af solens gang såvel som af temperaturen passer fuldstændig på Island. Sandsynlig har enkelte irere af og til i 9. århundrede gæstet Island, for da nordmændene kom til landet, traf de nogle irske eneboere, der imidlertid straks forlod landet. Irlændernes opdagelse af Island fik ingen historisk betydning, da den ikke blev almindelig kendt, og de tog ikke landet i besiddelse. Da nordmændene opdagede Island efter midten af 9. århundrede, synes de at have været uvidende om irernes opdagelse tidligere. Som Islands første opdagere nævnes den norske viking Naddoðr og en mand af svensk herkomst, Garðarr Svavarsson. Disse fandt dog Island uafhængigt af hinanden, men man ved ikke sikkert, hvem af dem der først kom til landet. Efter deres opdagelse opsøgte Flóki Vilgerðarson, også kendt som Ravn-Floke, Island. Det var ham, der gav landet det navn, som det siden har beholdt. Ifølge overleveringen var Floki på landnamsfærd vest for Norge. Med sig havde han tre ravne, som han sendte af sted én ad gangen. To af dem kom tilbage, men den sidste fløj hele vejen til Island, og den fulgte han. Han overvintrede på Barðaströnd ved Breiðafjörður. Floki havde så travlt med at fiske, at han glemte at høste hø til kvæget om sommeren, så da det blev vinter, døde kvæget. Næste forår besteg han et højt fjeld, hvorfra han havde udsigt over en fjord fyldt med is, hvilket inspirerede ham til at kalde øen for Island.
Ingolf Arnarson og Leif Hróðmarsson flygtede fra det norske rige til Island, efter at de havde dræbt jarl Atles sønner. Leif blev dræbt den samme sommer af sine trælle. Ingólfr Arnarson fra Firðafylke i Norge blev således den første, der bosatte sig på Island (ved Reykjavík (= Røykvik) i år 874), og hans eksempel blev snart efterfulgt af andre nordmænd. Det er vanskelig at vide hvorfra i Norge, men formentlig først og fremmest fra Vestlandet og fra Hålogaland i nord. Eksempelvis tyder ting på, at den sidste høvding på Borg var Olav Tvennunbrunni. Den sidste høvding på Borg i Lofoten, drog med hele sin familie til Island i 900-tallet . Medvirkende til denne udvikling var, at Harald Hårfager havde erobret Norge, pålagt bønderne skat og gjort store forandringer i landets styrelse, hvilket vakte den største misfornøjelse, navnlig vestenfjelds og på Agder. Mange høvdinge og bønder foretrak derfor at forlade deres odelsgårde og fædreland frem for at finde sig i den underkuelse fra kong Haralds side. Dette gav anledning til en stor udvandring fra Norge, først til de skotske øer, Irland og Skotland, men siden Islands opdagelse var bleven almindelig kendt, gik hovedstrømmen dertil. Måske var det også nogen fra de andre nordiske lande, Sverige og Danmark, men disse var sandsynligvis i langt mindre antal.
De, som kom fra de britiske øer, medbragte muligvis trælle og tjenestefolk af irsk og gælisk oprindelse. Genetiske studier af den islandske befolkning synes at bekræfte dette og viser, at den både er af skandinavisk og irsk oprindelse. Et studium af Y-kromosomer har fundet, at 41,4 % tilhørte haplogruppe 1, mens 34,2 % tilhørte haplogruppe 2 og 23,8 % haplogruppe 3. Studiet viste også, at generne fra haplogruppe 1 havde gælisk/irsk oprindelse, mens 2 og 3 syntes at have skandinavisk oprindelse. Dette betyder, at mellem 20 % og 25 % af islandske mænd havde irske forfædre. Et studium af mtDNA viser, at stam-mødrene til dagens islandske befolkning hovedsagelig kommer fra Skandinavien og de britiske øer, men også har indslag fra samer, og centraleuropæiske befolkningsgrupper.
Efter Harald Hårfagers togt omkring 880 til de skotske øer voksede udvandringen herfra til Island stærkt og kulminerede i det sidste 10 år af århundredet. Hele Island blev taget i besiddelse og bebygget i løbet af henved 60 år, fra 874 til 930. Dette tidsrum plejer man at kalde landnamstid (islandsk: landnámatið), af landnám, landtagning, og nybyggerne, som tog landet i deres besiddelse, kaldes landnámsmenn. Af dem kendes nu cirka 417 i Landnámabók, bogen om landets bebyggelse. De første landnamsmænd tog meget store områder i deres besiddelse, og heraf uddelte de igen land til deres følge, til venner og frænder, der senere kom til Island. Senere indså man, at det ikke kunne gå i længden, at enkelte mænd udstrakte deres ejendomsret over så store områder. En aftale fastlagde, hvor stort et område man måtte tage i besiddelse. Island gjorde et gunstigt indtryk på mange af nybyggerne. Landet var den gang mange steder bevokset med birkeskov fra kysten helt op til fjeldene. Der var så gode græsgange, at fårene ofte kunne græsse hele vinteren ude. Også mulighederne for fiskeri både af laks og ørreder i elvene og af torskefisk i havet, hvor der også kunne drives hvalfangst. Endelig fandt landnamsmændene på Island den frihed, som de havde mistet i Norge.
Harald Hårfager var misfornøjet over nordmændenes udvandring til Island, og at dette var uafhængigt af ham. Han sendte derfor Uni Garðarson til landet for at bringe det under sit herredømme. Som belønning blev Garðarson lovet titlen af jarl over Island. Da landnamsmændene erfarede hans hensigt, ville de intet have med ham at gøre og end ikke sælge ham føde eller kvæg. Uni måtte flygte fra den ene bygd til den anden og blev til sidst dræbt. Imidlertid hang truslen fra Norge vedvarende som tunge skyer over landnamsmændenes frihed.

## Island som fristat (930–1262)

### Samfundet organiseres (indtil 930)
Hele Islands ældste historie, Sagatiden (söguöldin, 930—1030), er præget af begivenheder, der vidner om indbyggernes energi og hårdførhed, virke og kløgt, stolthed og stridbarhed, der stundom udartede til råhed, men først og fremmest knyttet til de ulige bygders og slægter; den formede sig meget sjældnere som en fælles statshistorie, hvilket hidrører fra, at islændingerne i begyndelsen ikke oprettede nogen udøvende fællesstyrelse i landet. Mange af landets beboere havde forladt deres hjemland og ejendomme for at blive fri for den centrale, altundertvingende kongemyndighed. Derfor var de modvillige over for i det nye land at oprette en regering, der kunne minde om den i hjemlandet.
Sammenknytningspunktet blev Altinget, hvor folk fra hele landet samledes. Lovretten havde nogen udøvende magt den tid, hvor Altinget var samlet, men ellers var det en privat sag at besørge det meste af, hvad i et moderne samfund påhviler embedsvæsenet. En undtagelse var, at goderne, som var de suveræne høvdinge, hver i sit godedømme (goðorð), skulle træde til, hvis ingen privat mand fandtes, der var pligtig til at forfølge ens ret. For øvrigt havde Lovretten den lovgivende myndighed og domstolene den dømmende. Goderne sad i Lovretten og udnævnte dommere, men dømte ikke selv. Således kom den væsentlige magt og indflydelse til at hvile hos omtrent 50 høvdinge, men hver eneste mand, der var pligtig til at betale tingrejselønsafgift, kunne komme til at øve nogen indflydelse på lovgivningen og til at fungere som dommer.

#### Altinget
Landnamsmændene var kommet til Island på deres egne skibe; de var uafhængige såvel af hverandre indbyrdes som af fremmede folk eller fyrster. Fælles nationalitet var det eneste, der knyttede dem sammen. Flere af de mægtigste landnamsmænd byggede gudehus (hof) på deres gård; de forestod selv offer- eller gudstjenesten, hvorfor de kaldtes goder. Deres følge og andre landnamsmænd i omegnen, der ikke opførte hove, sluttede sig til dem og dannede menighed om dem.
To af goderne, Þórólfur Mostrarskegg og Þorsteinn Ingólfsson, oprettede snart ting i deres landnam (Þórsnesting og Kjalarnesting), hvor deres sager afgjordes.
Da Landet var næsten bebygget, og befolkningen var bleven forholdsvis betydelig, indså nybyggerne, hvor uheldigt det vilde være ikke at have fælles love og en fælles forsamling, hvor sager mellem folk fra de ulige dele af landet kunne afgøres.
For at forberede det rejste den ansete landnamsmand Úlfljótr, der i omkring 20 år havde været bosat på øen, til Norge. Både han og de fleste andre landnamsmænd stammede fra det vestenfjeldske Norge; derfor valgte han Gulatingslovens retsvedtægter som forbillede. Tre år efter vendte han tilbage til Island med de love, som han med bistand af sin morbroder, Þorleifr den spage, havde udarbejdet (omkring år 927).
Úlfjóts fostbroder Grimr Geitskör berejste hele Island for at finde et heldigt sted til et fælles ting. Hans valg faldt på sletten nord for den store indsø i Bláskógar (Blåskove) i den sydlige del af landet. Såvel dette sted, Þingvellir, som hele egnen og indsøen fik navn af Altinget. Her blev Úlfljóts love vedtagne på en fælles forsamling og Altinget oprettet.
Dermed var Úlfljóts lovgivende virksomhed fuldendt, og en lovsigemand blev valgt år 930. Lovsigemandens embede, hans og godernes forsamling, lovretten, og en altingsdomstol blev stiftede samtidig med Altingets oprettelse.
Dengang blev også godernes antal fastsa. De fik tillige en bestemt verdslig myndighed, der gjorde dem til grundpiller i den islandske samfundsordning. Landet blev inddelt i 12 tingkredse (þing), dog uden geografiske grænser. I hver tingkreds skulle der være tre goder eller i alt 36 i hele landet.
Endvidere blev der oprettet ting i hver tingkreds. De blev afholdt om foråret af alle tre goder i forening. Disse ting kaldtes vårting (várþing) efter den årstid, de blev afholdt på. Med tiden blev store og folkerige fylker inddelt i flere godord (det område en gode repræsenterede). Flere fylker kunne også gå sammen om et fælles ting i det, som da blev kaldt for et tingslag.
Usikkerheden om Altingets domstolsmyndighed udløste blodige stridigheder, til og med på selve tinget. Som en følge af dem blev det i år 965 besluttet, efter forslag af Tord Gell (Þord Gellir), at landet skulle inddeles i fire fjerdinger med hvert sit fjerdingsting. Inddelingen af fjerdinger var gyldig endnu ind i 1900-tallet. Fjerdingerne var:
- Sydlændingenes (Sunnlendingafiórðungr) mellem Jökulsá på Solheimasand under Eyjafjöll og Hvalfjorden.
- Vestfjordingenes (Vestfirdingafiórðungr) til Bitrufjorden.
- Nordlændingenes (Norðlendingafiórðungr) til Langanes.
- Østfjordingenes (Austfirðingafióðungr).

I hver fjerding blev der også holdt tre herredsting, undtagen i den nordlige, hvor det blev holdt fire. Inddelingen var dog ikke fuldstændig baseret på landområde. Hver bonde kunne når som helst stille sig ind under en hvilken som helst gode eller høvding og således slutte sig til en anden fjerding end den, han boede i.
På samme tid blev tidsregningen ordnet. Hidtil havde islændingene regnet året i 364 dage (12 måneder med tredive dage hver og fire skuddage, aukanætr), men på forslag fra Torstein Surt blev det desuden besluttet, at en 'skud-uge' skulle sættes ind for hvert syvende år. Denne tidsregning, med senere rettelser, blev beholdt ved siden af den romerske tidsregning helt ind i 1900-tallet.
For at gøre forfølgelsen af drabssager lettere, blev det bestemt, at hvis sagens parter hørte til ulige tingkredse, men var fra samme landsfjerding, skulde sagen anlægges ved et fælles fjerdingsting, mens parter fra ulige fjerdinger førte deres sager på Altinget. Denne forandring i værnetingsreglen gav anledning til, at landet blev delt i fire fjerdinger, da fjerdingsting nu skulle stiftes.
I hver fjerding skulle være tre tingkredse eller tinglag, undtagen i nordfjerdingen, hvor tinglagene blev fire. Således blev nu goderne 39, men nordlændingerne skulle dog ikke have større indflydelse end de andre fjerdingsmænd. Derfor blev det bestemt, at goderne fra de tre andre fjerdinger skulle vælge én mand fra hvert tinglag til lovretten, for at 12 mænd fra hver fjerding skulle få sæde i lovretten. Hver af dem skulle igen udnævne to bisiddere, så lovretten nu kom til at bestå af 145 medlemmer (efter de to bispedømmers Oprettelse af 147).
Fjerdingstingene kom imidlertid ikke til rigtig at trænge igennem, men blev også fuldstændig overflødige, da der, sandsynlig ved en deling af Altingsdomstolen, kort efter opstod fjerdingsdomstole (Fjórðungsdómr) på selve Altinget. Omtrent 1005 blev endnu en ny domstol oprettet på Altinget, femterretten, en slags højesteret, hvis stiftelse gav anledning til anerkendelsen af 12 ny godedømmer, der deltog i udnævnelsen af dommere i femterretten, men ikke fik sæde i lovretten.
Den islandske fristat udvikledes sig derved til en ætsbåren retsstat. Eftersom der ikke eksisterede nogen form for centralmyndighed, som kunne tvinge domme igennem, var det op til den enkelte at gøre dommen gyldig ved hjælp af sin egen æt.
Rettergang var basis for alt offentlig liv. Gennem denne nåede den islandske ret en selvstændig udvikling, baseret på de samnordiske retsinstanser. Islands selvstændige regler mærkes særligt på ættens gennemgribende betydning, ikke bare i civilretten, men også i kriminalretten. Her blev der (særligt ved drab) udmålt en bod, som blev beregnet efter slægtsforholdene mellem parterne i sagen. Der blev også vist hensyn til den personlige æresfølelse, blandt andet ved bestemmelsen af straf.
En retstvist var en åben kamp, hvor retten var et middel i stedet for våben mellem frie og myndige mænd under påsyn og medvirkning af samfundsmedlemmerne. Ingen autoritetsperson optrådte som parternes vejleder. Lovsigemanden ledede forhandlingerne, men blev kun rådspurgt om, hvad der var lov, og havde ingen myndighed ud over dette.
Ved en rettergang blev der krævet nærvær af et stort antal tingsmænd. De fungerede dels som vidner, dels som dommere, dels som medlemmer af kviðr, det nævn, som skulle afgøre den anklagedes skyld eller uskyld, dels også som vogtere af orden ved tinget. Derfor var også en niendedel af tingsmændene i godordet pligtige til at følge goden eller høvdingen til tinget.

### Ættestridernes tid (930–1030)
Under stadige ættestrider, som gav materiale til den rige sagalitteratur, tvang det sig frem en stats- og retsudvikling. Tiden, da Skapte Toroddsson var lovsigemand (1003–1030), var urolig, men ved dens slutning havde udviklingen af forfatningen gjort Island til en fristat. Det sidste led i retsforfatningen blev afgjort i 1004, da en femte domstol blev oprettet på Altinget som en højesteret (overdomstol eller kassationsdomstol). Desuden blev holmgang afskaffet i 1006. Samtidig blev lovrettens former for at sætte love fastlagt.
Islændingene havde på denne tid en aktiv kontakt med udlandet. De deltog som vikinger og hærmænd, som købmænd og skjalde, tog tjeneste i hirden hos konger og høvdinge i hele Norden, måske først og fremst i Norge, men også på de britiske øer og til og med i Normandiet, Gardariget og Miklagard. Som nation havde Island ingen kontakt med andre lande eller herskere. Kong Olav Haraldsson af Norge, den senere Olav den Hellige, gjorde et mislykket forsøg på at lokke islændingene til at overlade Grimsøy til ham. Før Olav den Hellige havde Olav Tryggvason af Norge truet islændingene til at gå over til kristendommen.

### Kristendommens indførelse (1000 – 1200)
Kristendommen kom først til Island med islændinge, som blev omvendt i udlandet. En sådan var Torvald den vidfarne (Þorvaldr viðforli) fra Skagafjord som havde med sig en biskop fra Sachsen ved navn Fredrik, men uden at lykkedes at udføre nogen missionsvirksomhed. Stefnir Thorgilsson sejlede til Island på opfordring af Olav Tryggvason i 996–997, men heller ikke han havde større held med sig i at få islændingene til at opgive det, de troede på. Kong Olavs næste sendebud var den tyskfødte stridsmand Tangbrand (Þangbrandr) som opnåede at få en høvding fra det islandske østland, Hall Torsteinsson, til at tage dåben, og senere også en række andre stormænd. Samtidig begik Tangbrand en række drab i sin missionsiver, hvilket fik andre islændinge til at gøre modstand.
I 999 måtte Tangbrand forlade Island. En af hans omvendte, Hjalte Skeggesson, blev også landsforvist, da han hånede guderne på Altinget med et nid-digt mod Freja. Hjalte drog til Norge, hvor han kort tid efter blev fulgt af trosfrænden Gisurr. Året efter drog de tilbage til Island, da Altinget var samlet og det lykkedes med Halls hjælp at få religionsspørgsmålet afgjort. Afgørelsen blev taget af lovsigemanden, en høvding fra nordlige Island, Torgeir fra Ljósavatn (Þorgeir Ljósvetningagoði), og både hedninge og kristne måtte rette sig efter hans råd. Han forkyndte som lov, at alle skulle lade sig døbe, og at bloting kun skulle ske privat. Kristendommen blev således lovfæstet år 1000 på Island, delvis på grund af truslen fra Olav Tryggvason, som tilfældigvis døde samme år i slaget ved Svold.
Først efter ættefejdernes afslutning vandt kristendommen også sindene. Goderne og andre jordejere byggede kirker på deres gårde og blev enten selv præster eller holdt præster ved dem. Det hedenske godesystem gik let over til det nye system. Der kom også udenlandske præster til øen. Are Torgilsson Frode nævner 11, flere fra Irland. Island fik sin egen biskop i år 1056, Isleiv Gisursson (død 1080). Hans søn og efterfølger, Gisurr Isleivsson (1082–1118) fik ved hjælp af præsten og høvdingen Sæmund Frode på Oddi og lovsigemanden Markús Skeggesson gennemført den kirkelige skat tiende i 1096 og skænkede tillige sin fædrenegård Skálholt til Islands første bispesæde.
Med hans hjælp blev endnu et bispesæde oprettet for nordlige Island, Hólar. Den første biskop her var Jón Ögmundsson (1106–1121). Ved begge bispesæder blev der oprettet præsteskoler. Omkring 1120 grundlagde biskop Jón det første kloster, benediktinerklosteret Thingeyri ved Húnaflói, som blev indviet i 1133. Senere blev der oprettet fire augustinerklostre for munke og et for nonner. Gudstjenesten blev holdt på sædvanlig romersk-katolsk vis med latinsk sange, men prædikenen blev oftest holdt på modersmålet. Såvel præsteskolerne som klostrene blev betydningsfulde for kirkelig lærdom, hvor specielt biskop Thorlákr Thorhallsson på Skálholt (1177–1193) må nævnes. I slutningen af 1100-tallet fik Island sin egen helgen, Thorlákr (1198), landets fremmeste helgen, og Jón Ögmundsson (1200).
Den islandske kirke var fra år 1104 underordnet ærkebispen i Lund, men fra 1152 ærkebispen i Nidaros i Norge. Island fulgte den europæiske udvikling, men beholdt en del særegne træk, specielt sit folkelige præg. Cølibat blev ikke praktiseret, og kirker og præstegårde var på private hænder. Valget af biskopper blev gjort af præsterne, men disse var underlagt kirkeejerne, det vil sige de lokale høvdinge. Kirkeretten blev tillempet efter den nationale ret. Biskoppens domsret var indskrænket til kirkelige tjenestesager, og ingen kirkeretslige bestemmelser var gyldige, før de blev godkendt af lovretten, hvor dog også biskopperne havde sæde på embedets vegne.
Gennem sin overlegne personlige status kunne biskopperne alligevel øve stor indflydelse på samfundsudviklingen. Under kristendommens indflydelse herskede der fred på Island, en tilstand, som kom dertil tidligere end i andre nordiske lande. Farlige tvister på tinget var sjældne. Mens Bergthórr Hrafnsson var lovsigemand (1118), blev lovene nedskrevet. Dette arbejde var færdigt i løbet af den første halvdel af 1100-tallet. Islands materielle kultur, specielt jordbruget, nåede sit højdepunkt, og befolkningsantallet var måske omkring 100.000 mennesker i begyndelsen af 1100-tallet.
I 1118 kom der 35 skibe, hvoraf blot otte kunne returnere til Norge. At 27 skibe måtte overvintre på Island, var nok til at skabe madmangel i mange dele af landet.

### Opløsningstiden eller Sturlungatiden (omkring 1200–1262)
Gennem arv og opkøb blev mere jord samlet og begrænset på stadig færre mænds og ætters hænder. Da blev også stabiliteten i den islandske samfundsstruktur forstyrret. De øvrige bønder måtte bøje sig for de få mægtige stormænd, og loven måtte vige for magten. I kirken blev det hierarkiske system dominerende, hvilket er blevet beskrevet som at kristendommens fredsbevarende ånd blev mindsket. Følgen var forvirring og moralsk opløsning: troløshed, brud på indgåede eder og aftaler, ulykkelige tilstande, ægteskab indgået og opløst af politiske årsager, og blodig strid blev udkæmpet. De var ikke begrænset til tyve mænd som under ættestridernes tidsalder, men omfattede bondehære på mere end 1.000 mand. Denne opløsningstid lagde grunden til og fremmede den islandske fristats undergang. Tiden fik navnet Sturlungatiden – Sturlungaöld – efter både den mest begavede og samtidig mest stridslystne af Islands stormandsætter, sturlungerne.
Det første varsel om en ny ufredstid var Hvamm-Sturlas tvist med Jón Loftsson i 1181. I løbet af den næste menneskealder kom det til hændelser som Gudmund Dyres strid og den store Önundarbrenna i 1197, drabene på Kolbeinn Tumason 1208, Hrafn Sveinbjørnsson i 1213 – og på biskop Gudmund Arasson på Hólar (1202–1237), som forvoldte ufred i mange år som de ejendomsløses leder mod bønder og høvdinge.

#### Snorre Sturlason
I mellemtiden var Hvamm-Sturlas sønner – Tord Sturlasson, Sigvart Sturlasson og Snorre Sturlasson – blevet mægtige mænd, som efterhånden kom i strid med andre stormænd og med hinanden. En tvist mellem sturlungerne og oddimændene førte næsten til åben kamp på Altinget i 1216, men denne blev afværget af biskoppen i Skálholt. Senere opstod sammenstød stadig oftere, og de blev stadig blodigere. Oddaboerne og Haukadalsboerne havnede i arvestrid, hvor mænd fra den første æt dræbte haukdalingen Bjørn Torvaldsson i 1221. Snorre Sturlason støttede først oddiætten, men da den fornærmede ham, knyttede han i stedet bånd til haukadalsætten i 1225. Haukadalsætten under Snorres måg Gisurr Torvaldsson hævdede sin magt over det sydlige Island. Samtidig kom Sturlungaene i intern strid ved at Snorre og hans søn Órækja kom i konflikt med broderen Sigvart og dennes søn Sturla. Disse strider, som også den tredje broder Tord og mange andre høvdinge blev draget ind i, førte til, at Snorre blev fordrevet fra sin gård Reykholt i 1236 og til sidst også fra Island, da han drog til Norge i 1237.
Gisurr kæmpede derefter med Sigvart og Sturla, som til sidst blev nedkæmpet i 1238 ved Örlygsstaðir. Året efter kom Snorre tilbage til Island, til trods for at kong Håkon Håkonsson af Norge havde givet forbud mod det, og blev også i uven med kongen. Da Snorre var den nærmeste til at hævne sin dræbte broder og nevø, blev han også fjende med svigersønnen Gisurr. Denne gjorde sig til allieret med kongen, og på dennes opfordring om at bringe Snorre til Norge overfaldt Gisurr Snorre i 1241 og dræbte ham.

#### Island under Norge
For at forhindre et norsk hærtog mod Island havde Snorre i 1229 lovet at bidrage til, at islændingene lagde sig frivilligt ind under Norgesvældet, men han gjorde alligevel intet for at opfylde løftet. Derefter havde såvel Sturla Sigvartsson som Gisurr givet kong Håkon lignende løfter. Efter Snorres død fortsatte de indre stridigheder, hvor også Sigvarts anden søn, Tord, den ældre Tords søn Sturla og dennes nevø Torgils Skarði trådte i forgrunden. Efter Tords død i 1257 og Torgils fald i 1258 stod omsider Gisurr igen som sejrherre.
I 1237 blev begge de islandske bispesæder ledige; nye biskopper blev valgt, men da de kom til Norge for at indvies, vilde ærkebiskoppen ikke vie dem. Den ene af dem rejste til Rom, men døde på hjemvejen; ærkebiskoppen benyttede nu lejligheden til at besætte begge de islandske bispeembeder med nordmænd; herved kunde både han og kongen lettere gøre deres indflydelse gældende på Island; navnlig fik kongen i biskop Heinrekr Kársson på Hólar (1247—60) en ivrig og hensynsløs medarbejder. Han havde bevirket, at Þórðr kakali Sighvatsson maatte rejse til Norge 1250, og nu tvang han tillige med den norske biskop i Skálholt Gissur Þorvaldsson til at gøre det samme (1254), thi heller ikke han viste den mindste iver for at skaffe kongen herredømmet over Island. 1255 sendte kongen en af sine betroede hirdmænd, Ivar Englason, til Island, og han gav navnlig Gissurrs tilhængere skylden for, at han fik så lidt udrettet under sit ophold på øen. Dels på grund af dette, dels fordi Þorðr kakali Sighvatsson selv havde gjort sig bemærket som en dygtig sysselmand i Norge, besluttede kongen at tillade ham at vende tilbage til Island og gøre ham forbunden ved store æresbevisninger, men inden dette kom til udførelse, døde Þorðr 1256.
Den mægtigste mand på Island efter at Gissurr var rejst til Norge, var en ung mand af Sturlungaslægten, Þorgils skarði Böðvarsson, der havde været hirdmand hos kong Håkon og var en trofast tilhænger af ham. Uden lovlig ret overdrog kongen til ham de godedømmer, som Þórðr kakali havde arvet efter sin fader; men da Þorgils på grund af dette blev dræbt 1258, havde kongen ingen anden at henvende sig til end Gissurr Þorvaldsson. For at gøre sig ham så afhængig som muligt, og for at han ikke skulle kunne dække over sine egne forpligtelser og løfter til kongen, udnævnte kongen ham til jarl og beskikkede ham over mere end halvdelen af landet. Alligevel søgte Gissurr jarl mere at befæste sin egen myndighed på øen end at fremme kongens indflydelse der, noget kongen blev underrettet om af sine udsendte spioner. Da sendte han 1261 sin hirdmand Hallvarðr gullskór til Island, og nu først blev det bekendt, hvad Gissurr havde lovet kongen. Bønderne tilbød da én gang for alle at betale større summer for at befri jarlen fra hans løfter og for selv at undgå at blive skatskyldige, men Hallvarðr afslog det. Endelig fik Hallvarðr ved hjælp af Gissurr jarl, der til sidst så sig nødsaget til kraftig at optræde på kongens vegne, 1262—64 sat igennem, at islændingerne anerkendte kong Håkon Håkonssons og hans søns overherredømme samt lovede at betale dem skat paa de betingelser, som blev fastsatte i en af lovretten affattet overenskomst (sáttmáli).
Håkon Håkonsson havde forstået at drage fordel af den splid og indre opløsning, der herskede på Island, og dette faldt ham så meget lettere , da islændingerne jævnlig kom til Norge og mange af de mere fremragende trådte i kongens tjeneste som hans hirdmænd. Han undså sig heller aldrig for at holde dem tilbage i Norge, så snart det kunne fremme hans planer, lige meget om de stod i hans tjeneste eller ej, og lige meget om han derved krænkede de rettigheder, som islændingerne ifølge gensidige aftaler nød i Norge. På en underfundig måde vedligeholdt han den indre splittelse mellem høvdingerne og benyttede dem til at bekæmpe og ødelægge hinanden, medens de selv var så blinde i stridens iver, at de lod sig bruge til at undergrave deres fædrelands frihed.

## Island under Norge (1262 – 1380)
Da islændingere underkastede sig den norske konge, blev der på Altinget 1262 oprettet en formelig traktat, den såkaldte gamle pagt (gamli sáttmáli), hvori det bestemtes, at hver bonde, der var pligtig at betale tingrejselønsafgift, skulle erlægge en bestemt skat til kongen. Denne skat var i begyndelsen 8 alen. Til gengæld skulle islændingene af kongen erholde "fred" og beholde de islandske love. Alle arve, der var tilfaldne islændinge i Norge, skulle udleveres, når de rette arvinger eller deres lovlige ombudsmænd meldte sig. Landørene, ½ Mk. sølv (8 lod sølv), som islændingene hidtil havde måttet betale, når de kom til Norge, skulle afskaffes. Islændingene skulde endvidere nyde så store rettigheder i Norge, som dengang, de havde haft de største rettigheder, og kongen skulde yde dem beskyttelse der, så godt han kunne. Endelig forbeholdt islændingene sig udtrykkelig, at de skulle være løste fra alle forbindelser over for kongen, hvis han ikke holdt de løfter, som han på sin side havde tilsikret dem..
Overenskomsten med kongen blev fornyet både i 1302 og 1319, hvor islændingene fik accept for,
- at lagmænd og sysselmænd skulle være islandske,
- at ingen ny skat skulle pålægges, og
- at kongen årligt skulle sende seks skibe til Island med livsnødvendigheder.

Imidlertid blev disse vilkår ikke overholdt: skibene udeblev ofte, og sysselmænd og lagmænd var ofte udlændinge. Kongens skatteinddrivere og befalingsmænd, de såkaldte hirdstyrere (hirðstjórar), var også ofte udlændinge og kunne desuden være korrupte og drive udpresning.

### Nedgangstider
I tiden under den norske konge blev Island forvandlet nærmest til et norsk biland. På område efter område forværredes vilkårene for islændingenes selvforvaltning, og landet ramtes af voksende armod hos underklassen, som i andre europæiske lande.

#### Kongelige sysselmænds styrelse
Ved Gisurrs død i 1268 forsvandt jarleværdigheden, og derefter blev Island styret af kongelige sysselmænd, hvilken betød, at tinglovsinddelingen blev afskaffet, og sysselinddelingen blev indført. Altinget fortsatte at være domstol og med magt til at indstifte love, men både den dømmende og lovstiftende myndighed blev udøvet af lovretten, hvor dommerne bestod af 36 stemmeberettigede. Dette var mænd udnævnt af sysselmanden, og som ordførende blev der ikke valgt en lovsigemand men en kongelig embedsmand, som efter norsk skik blev kaldt lagmand. Den første lagmand blev Sturla Tordsson i 1272.

#### Skatterne forøges
Tord Sigvartsson havde sluttet sig til kong Magnus Lagabøte og var blevet dennes skjald og sagaskriver. De gamle love blev også ændret i henhold til den omfattende modernisering af lovværket, som kong Magnus havde startet. Det første forslag, lovbogen Járnsíða (1272), blev forkastet efter som det genspejlede norske forhold i alt for stor grad. Da blev en ny lov, Jónsbók, stadfæstet af kongen og godkendt på Altinget under lagmanden Jón Einarssons ledelse. Ved Jónsbogens indførelse blev skatten til den norske konge forhøjet til 10 alen; i den er også tingrejselønsafgiften fastsat til 10 alen.

#### Skibsfartsforbindelsen svigtes
Kongen gav islændingene fri adgang til Norges havne for den handel, som de var afhængige af, og lovede samtidig, at mindst seks skibe skulle årligt sejle fra Norge til Island. Omkring 1300 bestemte kongen imidlertid, at handelen med Island – som han anså for en af sine forrettigheder – skulle gå over Bergen, der nu blev næsten ene om al islandsk handel. Sejladsen på Island aftog i løbet af det 14. århundrede: i 1324 kom der kun eet skib til øen (medbringende biskop Laurentius), i 1326 ikke et eneste, 1333 atter kun et enkelt skib, 1350 og 1375 atter ikke et eneste.

### Biskopsvældets tid
Da Island kom under Norges konge, fik bispestolene på ny islandske biskopper, der ihærdigt arbejdede på at fjerne al verdslig magt og påvirkning inden for kirken. Biskopperne, som ikke længere havde sæde i lagretten, kæmpede for at få herredømmet over kirkesæderne, til dels støttet af kong Magnus. Den myndige biskop på Skálholt, Arne Torláksson (1269–1298), også kaldet for Præstegårds-Arne (Staða-Arne), lykkedes i 1275 at drive igennem en "kristenret". Det indebar en betydelig udvidelse af biskoppernes magt. Ved hjælp af ren vold og trusler om kirkens straf blev præstegårdene (staðir) og kirkerne overgivet fra bøndernes eje til kirken selv. For samme mål arbejdede også biskoppen i Hólar, Jörund (1267–1313), i sit stift, og omkring 1300 var forandringen gennemført over hele landet. En følge af dette var, at præstevalget blev underlagt biskopperne. Videre drev Arne igennem et forbud mod, at præster skulle kunne gifte sig. Afslutningsvis strakte kirkens domsmagt sig ikke bare til det, som angik kirkens egne mænd og gods, men også til alle ægteskabs- og sædelighedsbrud. Da kirken til stadighed straffede med høje bøder, blev denne domsret tillempet med dispensationer og aflad (indført 1275) – noget, som blev en betydelig kilde til kirkens rigdom.

#### Korruption og voksende social lagdeling
Selv den verdslige styring blev korrumperet. Enkelte slægter kunne til tider samle sig store formuer, eksempelvis Vatnsfirðingaætten med Bjørn Jorsalafare, Lopt Guttormsson og Bjørn Thorleivsson (død 1467), men disse synes at have gjort fælles sag med kongens embedsmænd.

## Island under Danmark (1380-1918)
1380 blev Norge (inklusive Island) og Danmark forenet under en fælles konge, Oluf 2.. Denne union kom til at vare indtil 1814.
En tid blomstrede det kirkelige liv – i romersk-katolsk mening – under delvis gode biskopper, frem for alt under den fromme og lærde Laurentius i Hólar (1324–1330). To nye klostre blev grundlagt, og Island fik sin tredje helgen, Gudmund Arasson. Over tid blev alligevel kirken stadig mere verdsliggjort og årbøgerne blev fyldt med beretninger om kirkelige processer, samt om usædeligheder og griske biskopper. Disse var generelt udlændinge som den tyskfødte Jöns Gerekesson (Jón Gerreksson), som tidligere var blevet fordrevet fra Uppsala i Sverige. Under de yderst herskelystne biskopper Olaf (1459–1499) og Gottskálk (død 1520) i Hólar samt Stefan i Skálholt (1491–1519) nåede misbruget sit højdepunkt, og et forsøg fra lagmænd på at begrænse deres magt mislykkedes, da 23 nord-vestlandske bønder forfattede den såkaldte Leiðarholmsbeslutningen i 1517, men ikke kunne få støtte fra den øvrige befolkning eller fra kongens ombudsmand.
En vigtig årsag til Islands store tilbagegang i løbet af denne periode var de stadige naturkatastrofer som jordskælv, vulkanudbrud, avlingssvigt og epidemier, frem for alt den sorte død (svartidauði) i årene 1402–1404, der bortrev omkring ⅔ af befolkningen, omtrent som i Norge. Befolkningstallet sank antagelig ned til knap 25.000–30.000 mennesker. I løbet af 1400-tallet voksede befolkningen på ny, men mindskede så igen under den store pest (plágan mikla) i 1493-1494. Under sådanne katastrofer og en dårlig regering måtte gammel velstand og materiel kultur gå under. Med forfaldet i skibsfarten kom også al handel på fremmedes hænder, samtidig som kongerne begyndte at betragte al handel som "skatland" og trak alle fordele af den. I begyndelsen af 1400-tallet havnede den islandske handel på engelske handelsmænds og Hanseforbundets hænder. Oven i tabet af handelen tabte Island også fiskeriet, da Hansaen omkring 1500 anlagde anlæg på Island og lod islændere være dårligt lønnede arbejdsfolk.

### Reformationens tid (fra 1550)
Den romersk-katolske kirke havde – trods sin undertrykkelse – dybe rødder i islændingenes sind. Biskopperne, når de var indfødte, var i egenskab af de mest betydningsfulde magthavere, en modstand mod de udenlandske embedsmænd. Reformationen stødte derfor på stærk modstand fra de fleste folk. De første tegn på reformationen på Island var Jón Einarssons prædiken i Skálholts kirke ca 1530, at Oddur Gottskálksson i hemmelighed oversatte Det nye testamente, og den hemmelige protestant Gisurr Einarssons tilbagekomst fra Hamburg. Ögmundur Pálsson i Skálholt, som var blind, udpegede i 1536 Gisurr som sin efterfølger og sendte ham til Norge for at blive indviet, men Gisurr kom tilbage til Island som evangelisk «overopsynsmand». Han kunne derimod ikke udrette noget med lægmændenes og præsternes modstand. De sidste blev ledet af biskopperne Ögmundur og Jón Arasson i Hólar.
Da et dansk krigsskib kom til Island i 1541, lod Gisurr den blinde Ögmundur blive udleveret til danskerne, som førte ham som fange til Danmark. Gennem Gisurrs arbejde blev reformationen gennemført i hans stift. Ved hans død i 1548 valgte stiftets præster en luthersk biskop, Marteinn Einarsson. Da Marteinn blev viet i Danmark, forsøgte Jón Arasson at genoprette den romersk-katolske kirke og bryde hirdstyremagten, og var således et par år enevældig hersker på Island. Men i 1550 blev han sammen med sine to sønner taget til fange og halshugget. Ved hjælp af danske soldater fik den nye hirdstyrer Otte Stigssøn bønder og embedsmænd til at sværge troskabsed til den danske konge, og en evangelisk biskop, Ólafur Hjaltason (død 1569), blev indsat ved Hólar i 1552.
Ólafur gav Island en evangelisk kirkehåndbog og salmebog i 1555, og gudstjenesten blev holdt i henhold til den protestantiske praksis. Fuldstændigt gennemført blev reformationen først ved biskop Guðbrandur Torláksson i Hólar (1571–1627), støttet af de lærde Skálholtbiskopper Gísli Jónsson (1557–1587) og Oddur Einarsson (1588-1630). Island fik en fuldstændig bibeloversættelse i 1584, salmebog i 1589, og graduale i 1594. Som kirkelov gjaldt først den danske ordinans af 1539, derefter den norske af 1607. Den verdslige styring og lovstiftningen fortsatte i henhold til de gamle former.

### Den danske enerethandels tid (1602-1786)
Ved indgangen til 1600-tallet indledtes en merkantilistisk politik i forholdet til Island i form af eneret på handelen på øen for et begrænset kreds af danske undersåtter. Formålet var at gøre den beskedne islandske handel økonomisk forsvarlig og samtidig at forhindre de misbrug af islændingenes afhængighed af denne handel, som tidligere var kommet til udtryk. Fordelene ved denne ordning skulle være:
- at kronen fik en sikker indkomst i form af en afgift fra den eller de, der havde ret til handelen,
- at købmændene ikke var udsat for større konkurrence end, at omkostningerne ved sejladsen var dækket ind,
- at islændingene fik sikkerhed for handelssejlads, vareforsyninger (både med hensyn til mængde og godhed af varerne) og muligheden for at sælge egne varer[25].

Faren ved eneretten på handel var naturligvis, at købmændene ville misbruge manglende konkurrence på det islandske marked til egen fordel.
Den 20. april 1602 udstedte kong Christian 4. et privilegiebrev til borgerne i København, Helsingør og Malmö. De fik eneret på al handel med Island indtil 1614 mod en mindre afgift til kronen. I privilegiebrevet begrunder kongen denne eneret "efterdi vi os uden al tvivl kunne erindre samme fremmede købmænd ikke ringe profit at have af samme seglation og handling, og vi gærne så, at vore og rigens egne undersåtter den fordel at nyde måtte være næst, efterdi de, Gud være lovet, så formuende ere, både på skibe og på købmands vare, at de de gøre og dennem påtage kunne". For at sikre islændingene mod overgreb fra de handlendes side bestemtes, at købmændene skulle være pligtige til at forsyne Island med gode, uforfalskede og ufordærvede købmandsvarer, og at, hvis de ikke gjorde dette, skulle de over for kongen stilles til ansvar herfor. Ligeledes bestemtes, at de ikke måtte forhøje prisen på varerne, men skulle sælge dem efter gammel islandsk vis, brug og vane. De skulle bruge islandsk alen, mål og vægt, og alle stridigheder mellem købmænd og islændinge skulle pådømmes af Altinget. Der syntes således at være taget så store hensyn til islændingene som vel muligt, men som det skulle vise sig, lod bestemmelserne sig ikke udføre.
I 1627 gennemførte pirater fra Algeriet flere angreb på kystsamfund på Island og bortførte omkring 400 mennesker som slaver til Algeriet, mens flere hundrede blev dræbt.

#### Island under enevælden
Enevælden blev indført på Island i 1662 i Kópavogur, idet Henrik Bjelke blev sendt til Island. Enevoldsmagten blev under visse forhold blev anerkendt på Island, idet islændingene aflagde Frederik 3. og hans efterkommere arvehyldingsed den 28. Juli 1662. Så længe Bjelke havde Island som len, skete der ingen forandring i landets styrelse, men efter hans død blev først en landfoged (1683), siden en stiftsbefalingsmand (1684) og en amtmand (1688) indsat over Island. Stiftsbefalingsmanden blev dog boende i Danmark indtil 1770, da Island blev delt i 2 amter. Overstyrelsen af islandske anliggender havde kancelliet og rentekammeret, medens dog Altinget beholdt sin lovgivende myndighed i form af altingsvedtægter. Det gamle lovstiftingsordning blev beholdt med undtagelse af, at den årlige sammenkomst af lovretten ved Öxará – som siden 1691 holdt sine sessioner indendørs – kunne vælges til højesteretten i København.
Under enevælden toges nye skridt til fremme af Islands udvikling: i 1670 og igen i 1758 fik islændingene tilbud om at deltage i handelen, men dertil manglede de såvel økonomiske midler som fornøden handelskyndighed, og forsøgene strandede. I 1684 blev det bestemt hvilke egne, der skulle høre til hver enkelt havn, men i løbet af 1700-tallet blev disse skel atter uklare.
I stedet blev det ved nødløsninger. Man forsøgte sige både ved at forpagte handelen til egne selskaber (1619, 1684, 1733, 1743, 1763), og at drive den for kongelig regning (1757–1763, 1774–1786) uden, at situationen blev forbedret. Stundom forpagtede regeringen handelen alt for højt og gav derved købmændene anledning til at være endnu mere ublu som handelsmænd. Resultatet var som oftest gentagne klager over mangel på de nødvendige varer, høje priser på fremmede varer og lave på de islandske samt at de tilførte varer var fordærvede og at købmændene gjorde, som det passede dem. At disse klager ikke var ubegrundede viste sig ved undersøgelser og ved gentagne tilfælde af hungersnød som følge af forsyningsforholdene.
På foranledning af Lauritz Gottrup lod regeringen håndskriftsindsamleren Árni Magnússon og lagmanden Páll Vídalín undersøge tilstandene på Island 1702—1713 for at oprette en ny jordebog. De fandt henved 1200-1300 øde gårdbrug og blev overbeviste om, at handelen måtte frigøres for at redde Island. Senere blev denne tanke fremmet oftere.
Enehandelen skabte ikke den forventede fremgang. Problemet bestod fortrinsvis i, at hele handelen var sæsonpræget: de danske købmænd ankom til Island om foråret og forlod øen igen ud på sommeren. Overvintrere (vintersittere) blev de først langt ind i 1700-tallet. Så længe, der ikke fandtes en fast beboelse på handelspladserne, kom disse kun til at bestå af få huse. Således var der i Ólafsvík på Vestlandet i 1719 blot et enkelt hus, 3 i 1777 og 6 i 1784. I Akureyri fandtes omkring 1650 blot to huse, i 1752 blot 4. Medvirkende til denne stagnation var tillige, at den altovervejende bondebefolkning på Island var modstandere af faste beboere på handelsstederne, idet de frygtede en stigning i antallet af fattige. Endelig indtraf et større antal forholdsvist store naturkatastrofer: jordskælv (1784), vulkanudbrud, hårde vintre, aflingssvigt og farsoter. Tre gange i 1700-tallet var Islands befolkning øget til henved 50.000, men sank igen til 18.000, nær 10.000 og derefter lidt over 10.000, sidste gang under de forfærdelige vulkanudbrud ved Laki i 1783.

#### Skúli Magnússon
Gennem monopolhandelens tid havde Island i kampen mod købmændene savnet en energisk og uegennyttig fører, som kunne og ville tage fat, som besad tilstrækkeligt mod til at kaste sig ud i kampen og tiltrækkelig udholdenhed til at føre den til ende og ikke opgive den, selv om kampen skulle blive hånd. En sådan fører fik Island i Skúli Magnússon (1741-1794). Han alene besad alle de evner, der plejer at udmærke alle store førere. Han var begavet, modig, energisk og udholdende, dertil hensynsløs og ikke for nøjeregnende med hensyn til valget af midler, hvis blot de kunne føre til målet. Han besad evnen til at samle opbakning blandt almuen og blev beundret af mange, selv om han tillige var hadet og afskyet af andre. Allerede som sysselmand i Skagafjordsyssel havde han sine første sammenstød med købmændene, idet han 1743 skrev til regeringen og fremsatte heftige beskyldninger imod købmanden på Hofsós om, at denne havde leveret dårligt jern til indbyggerne og til ham selv. Det førte til et møde på tingstedet, hvor jernet blev prøvet i købmandens nærværelse af anerkendte smede men med et ufordelagtigt udfald, hvorfor købmanden blev tvunget til at tage jernet tilbage. Dette blev fulgt op med andre beskyldninger mod købmanden om ikke at sikre tilstrækkeligt tømmer, mel og andre varer, om at denne havde solgt sine varer til ublu priser og tit og uden grund havde nægtet at aftage indbyggernes slagtekvæg. Skúli optog nu tingsvidner mod købmanden og sendte disse til regeringen, og han fremsatte yderligere beskyldninger mod købmanden om, at denne havde solgt en tønde mel opblandet med jord. Sagen kom for altinget, der 1749 afsagde en dom, der i det store og hele gav sysselmanden medhold. Derved blev han med et fører og talsmand for den islandske almue.
Nogen tid efter blev Skúli udnævnt til landfoged, og fra denne ophøjede stilling tog han fat på en plan om at udvikle Islands næringsliv. I 1751 stiftede han sammen med 12 andre islandske embedsmænd et selskab, som skulle drive fabriksvirksomhed på øen. Tiltaget kom på et gunstigt tidspunkt. Fra 1751 var J.H.E. Bernstorff blevet leder af konseilet i København, og han havde netop i de foregående 6 år opholdt sig i Frankrig, merkantilismens moderland. Tidligere havde man søgt at samle industrivirksomhederne i København, men netop da ønskede myndighederne at få gang i fabrikker i provinsen, og det var derfor naturligt også at undersøge mulighederne på Island. Det islandske tiltag vandt derfor regeringens bifald, og det nye selskab fik i begyndelsen en ikke ringe gunst hos kongen og regeringen. I årene 1751-1758 blev der udstedt 16 kongelige resolutioner om de islandske fabrikker. De egentlige fabrikscenter blev henlagt til Reykjavik, som da var i kongelig eje. Denne gård og nabogården Ørfirisey, hvor der lå et handelssted, blev udlagt til fabrikkerne tillige med en tredje gård og et tilskud på 61.000 rigsdaler. Fabrikkerne blev opførte i årene 1752-1759, og allerede 1752 begyndte virksomheden. Det nye selskab drev dels et rebslageri, dels et garveri, men især en tekstilindustri i form af spinderi, væveri og farveri. Rebslageriet og garveriet var i gang til 1764, da en brand ødelagde flere af fabrikshusene. Formentlig kørte virksomheden med underskud; endelig ophørte den 1802-03.
Samtidig med igangsættelsen af fabriksvirksomheden kastede Skúli sig ud i en undersøgelse af kompagniets handel og beviser imod det. Han synes at være fast besluttet på at samle så mange beviser imod kompagniet, at det måtte opgive sin handel og måske tilmed betale erstatning. Det var ikke svært. År for år voksede klagerne over kompagniet. I 1753 kom klager over, at der var tilført for små mængder mel. Amtmanden og landfogden gik derfor til købmanden for at få denne til at efterlade en del af den fisk, han havde fået for at undgå en forudsigelig hungersnød, men det blev nægtet. Amtmanden skrev til regeringen og oplyste heri, at købmanden med alle midler havde forsøgt at få bønderne til at udlevere fik og kød til handelen og kun gav kramvare i bytte. I løbet af vinteren blev forholdene så ringe, at landfogden brød handelshusene op og uddelte de opbevarede varer. Efter dette drog han til København med de indsamlede klager, hvilket foranledigede igangsættelsen af en undersøgelse. Den 30. marts 1756 nedsattes en kommission til undersøgelse af klagerne, og denne fandt, at kompagniet i flere henseender havde forsyndet sig mod den tildelte oktroy; lige fra 1744 havde korntilførslen til Island været utilstrækkelig skønt regeringen gentagne gange havde påtalt dette over for kompagniet. Der var derfor ingen tvivl om, at kompagniet stod til en retssag, der med største sandsynlighed ville føre til domfældelse. Alligevel udeblev retssagen, da regeringen ville spare udgifterne til denne og tillige frygtede, at ingen ville påtage sig handelen derefter. Det endte med, at regeringen tilbød kompagniet frivilligt at fratræde handelen inden udgangen af 1758 mod et nedslag på halvdelen af afgiften for årene 1756-1758, i alt 24.000 rdl.
Skúli ville dog ikke nøjes med denne halve sejr. Han kastede sig ud i en ny skrivelse til regeringen med forslag til forbedringer i den islandske handel i form at at nedskære antallet af havne, der årligt skulle besejles, og ved at tillade islændingene at deltage selv i handelen. Helst så han frihandel men vurderede denne som værende umulig på grund af landets fattigdom og manglende kundskab hos indbyggerne. Forslaget faldt i god jord, men det endte alligevel med, at kongen overtog handelen selv ved resolution af 9. januar 1759. Det viste sig da, at handelen kun med nød og næppe balancerede. Ja, et senere regnskab for tidsrummet 1774-1784 viste endda et stort underskud for kongen. Islandshandel var fortsat ingen god forretning. Efter yderligere et kommissionsarbejde ophævedes monopolhandelen ved plakat af 18. august 1786 angående den kongelige monopolhandels ophævelse og forordning angående den islandske handel og skibsfart af 13. juni 1787, dog vel at bemærke kun for den danske konges undersåtter. Først langt senere, ved lov af 15. april 1854 frigaves handelen endeligt for fremmede nationer fra 1. april 1855.

### Vejen til selvstændighed (1786–1918)
I begyndelsen af denne periode forsvandt de sidste rester af fortidens selvstændighed, da Altinget blev ophævet i 1800 og blev erstattet af «landsoverretten» med tre medlemmer. År 1801 blev bispesædet i Hólar ophævet. Skálholt var allerede i 1796 blevet flyttet til Reykjavík. Således blev Island reduceret til kun at have en biskop, samtidig som regeringen solgte de betydelige bispegårde, og lovede, men uden at indfri det, at statskassen skulle overtage udgifterne til undervisning.
Under Danmarks krig mod Storbritannien i 1807–1814 blev Island overladt til sig selv. Da lod en dansk kaperkaptein, Jørgen Jürgensen, sig i juni 1809 udråbe til "Islands beskytter og øverste befalshavende til søs og til lands", holdt en livvagtstyrke på otte mand og indrettede sit hovedkvarter ved Reykjavík. Han blev taget til fange allerede i august samme år af britiske styrker og blev fragtet væk fra Island. Ved freden i Kiel 1814 blev Island udtrykkeligt overført til Danmark fra Norge, som kong Frederik 6. overgav til den svenske kongen Karl 13.. Dermed blev den sidste rest fra Islands formelle tilknytning til Norge fjernet. Derimod havde Island i løbet af krigen erfaret fordelene med fri samfærdsel og handel med Storbritannien.
I løbet af 1800-tallet ændrede klimaet sig til det værre og resulterede blandt andet i en storstilet emigration til Amerika, specielt til Manitoba i Canada. Samtidig voksede en ny national bevidsthed frem på Island, ledet af Jón Sigurðsson, inspireret af nationalromantiske strømninger i Europa. Efter freden begyndte islændingene stadig højere at kræve, at handelen skulle frigøres helt.

#### Rådgivende Alting fra 1845
Da Anordning af 28. maj 1831 om stændernes stiftelse udkom, skrev Baldvin Einarsson om Altingets genoprettelse. Efter hans død optog Bjarni Thorarensen og Páll Melsteð denne sag (1837); en rådgivende kommission, hvori de tillige med 8 andre af landets embedsmænd havde sæde, trådte sammen i Reykjavik 1839 og 1841 for at behandle dette spørgsmål samt andre vigtige anliggender. Ved forordning af 8. marts 1843 blev Altinget genoprettet med 20 folkevalgte og 6 kongevalgte tingmænd og samledes første gang 1845 i Reykjavik; det havde rådgivende myndighed og skulle afholdes hvert andet år. 1848 holdtes flere politiske møder på Island, blandt andet et folkemøde i august 1848 på Tingvollen ved Öxará, fra hvilket blev der sendt et brev til kongen i København, hvor man krævede en egen islandsk nationalforsamling (Þjóðfundur) for at skabe grundlag for en islandsk forfatning, og hvor man udtalte håbet om, at ingenting måtte besluttes, som angik Islands forhold til Danmark, uden en sådan forsamlings samtykke, hvorefter kongen den 23. september 1848 lovede, at de grundbestemmelser, der med hensyn til Islands særegne forhold måtte være nødvendige for at ordne dets forfatningsmæssige stilling i riget, ikke skulle vedtages, før islændingene i en egen forsamling i landet var hørte derom. En sådan forsamling var oprindeligt påtænkt at skulle træde sammen 1850, men navnlig under trykket af krigen 1848—50 blev det udsat til den følgende sommer (5. juli), skønt man derved kom til ikke at overholde forordningen af 8. marts 1843. Regeringen forelagde forsamlingen et lovforslag om Islands stilling i riget i forbindelse med grundloven af 5. juni 1849, som i sin helhed skulle indføres på Island, lige meget om de ulige bestemmelser passede til forholdene der eller ej. Ved lovforslaget indrømmedes Island kun et meget knapt mål af selvstændighed, og man vågede med største ængstelighed over statshøjhedens opretholdelse: Størstedelen af Islands indtægter skulle gå i statskassen, der til gengæld skulle lønne landets øverste embedsmænd. De vigtigste sager skulle afgøres af Rigsdagen, til hvilken Island skulde sende 4 folketingsmænd og 2 landstingsmænd. Forsamlingen vilde ikke gå ind på dette, og under ledelse af Jón Sigurðsson opstillede den forslag om, at Island skulle betragtes som et selvstændigt land, der havde konge og arvefølge og flere anliggender (navnlig de udenrigske) tilfælles med Danmark. Kongen skulle have en minister som Islands repræsentant hos sig; Island skulle deltage i behandlingen af og i udgifterne ved fælles anliggender. Kongen skulle udnævne alle embedsmænd på Island, men for øvrigt skulle han overdrage den udøvende myndighed på øen til der i landet bosatte ansvarlige ministre. Den dømmende myndighed skulle være hos domstolene i selve landet. Den kongelige kommissarius, stiftamtmand Trampe, opløste som følge heraf forsamlingen den 9. august, inden den fik behandlet den forelagte valglov eller udkastene til forfatningsloven noget nærmere.
I de følgende år stillede regeringen sig meget afvisende i forfatningssagen, skønt Altinget under hver samling indgav andragende om den. Samtidigt begyndte også finansspørgsmålet at blive mere aktuelt. 1857 androg Altinget om besluttende myndighed med hensyn til det islandske budget, men først da Folketingets finansudvalg gentagne gange havde ytret ønske om, at Islands finansielle forhold måtte blive ordnede på en mere betryggende måde og navnlig således, at Altinget fik en bevilgende myndighed med hensyn til Islands indtægter og udgifter, blev der 20. september 1861 nedsat en kgl. kommission af 3 danske og 2 islændinge for at gøre forslag om Islands finansielle stilling til Riget. Kommissionens medlemmer var alle enige om, at udsondringen af Islands finanser ville være gavnlig, samt at Island burde få tilskud fra statskassen som erstatning for de kongelige (klostrenes) gårde og bispestolenes godser, der var solgte til bedste for statskassen, men for øvrigt var meningerne meget delte. Efter yderligere forhandlinger med hensyn til både Altingets lovgivningsmæssige rettigheder og ordningen af de finansielle spørgsmål gav kongen den 5. januar 1874 Island en ny forfatning.

#### Selvstyre fra 1874
Den ny forfatning trådte i kraft den 1. august 1874 samtidig med, at tusindårsfesten for Islands bebyggelse blev fejret hele landet over, blandt andet med kong Christian 9.s besøg på Island, hvor han som den første danske konge, der havde betrådt islandsk jord, fik en hjertelig modtagelse.
Det første lovgivende Alting åbnedes 1. juli 1875, og det begyndte med stor ihærdighed og held arbejdet for landets udvikling på ulige områder. I 1897 vedtog det over 400 Love, der blandt andet omfattede en fuldstændig omordning af skattevæsenet, vedtagelsen af vigtige love angående landvæsenet og handelen, deriblandt oprettelsen af flere nye handelspladser, forbedring af samfærdselen og anlæggelse af veje og byggerier af broer. Desuden ordnedes strandingsvæsenet, fiskeriet og søfarten, der blev gjort forbedringer i kommunalvæsenet og de kirkelige anliggender, ordnet embedsmændenes lønningsforhold, omordnet lægedistrikterne (1875) og forøget lægernes antal fra 8—10 til hen imod 40, oprettet en lægeskole (1876), realskole på nordlandet, navigationsskole i Reykjavik, landbrugsskoler, støttet kvindeskoler og overhovedet fremmet den almindelige undervisning og oplysning; endvidere oprettedes en landsbank (1885), en sparebank (1888) og understøttelseskasser for svagelige og aldrende almuefolk med flere – alt dette til trods for, at der blev gjort brug af vetoretten over halvt hundrede gange.
Brugen af vetoretten bidrog mere end noget andet til, at Altinget, anført i denne sag af sysselmand Benedikt Sveinsson, efter at 23 af Altinget vedtagne love var nægtet kongelig stadfæstelse, genoptog forfatningsspørgsmålet, til dels i henhold til en af de subsidiære beslutninger fra 1873, og 1885 vedtog en ny forfatning, hvorefter den øverste styrelse skulle overdrages til en af kongen udnævnt landsstyrer, som med fuld myndighed kunne handle på kongens vegne. Ministeriet for Island i København skulle afløses af landsstyrerens for Altinget ansvarlige ministre. Endvidere skulle amtmandsembederne på Island ophæves. Skønt regeringen den 2. november 1885 bestemt afviste enhver tanke om at stadfæste en sådan ordning og advarede islændingene mod at ofre tid, kraft og landets penge på en ufrugtbar forfatningsstrid, faldt valgene i juni 1886 til et overordentligt Alting afgjort ud til støtte for revisionsudkastet, og dette vedtoges i august i begge afdelinger. Forfatningsrevisionen blev siden behandlet i hver Altingssamling, men ikke gennemført (den blev stundom standset i øverste afdeling) undtagen 1893 og 1894, da forfatningsudkastet fra 1885 igen vedtoges. 1889 fremsatte Páll Briem med flere på Altinget et mere moderat forslag til forfatning for Island, det såkaldte "mæglingsforslag", der var udarbejdet efter engelsk mønster, nærmere betegnet Canadas daværende forfatning. Dette mødte megen modstand hos Benedikt Sveinsson og hans nærmeste tilhængere, men regeringen ville heller ikke støtte dette forslag.
Nogle af Islands politikere og blade anvendte fra 1897 anvendt megen tid og kræfter på forfatningsspørgsmålet. Da stemningen begyndte at vende sig fra det forslag til forfatningslov, som Altinget 1885 og tre gange senere havde vedtaget, vedtog dette 1895, for at vise mere imødekommende holdning i forfatningssagen, en beslutning gående ud på at bevæge Islandsministeren til at virke for:
1. at Islands særlige anliggender ikke blev behandlede af det danske statsråd,
2. at Island for dets særlige anliggender fik en indenlandsk minister, der var bosat i selve landet og ansvarlig for Altinget samt mødte i Altinget, og
3. at der blev oprettet en landsdomstol i Island for at afgøre de sager, der muligvis blev anlagte mod ministeren.

Ved åbent brev 13. september 1901 blev Altinget opløst og nyvalg udskrevne 2.—11. juni 1902. Flertallet, navnlig docent Guðmundsson, søgte imidlertid at udvirke, at en særlig minister for Island måtte blive udnævnt. I kongens budskab 10. januar 1902 blev dette afvist, medens der udtaltes, at »Islændernes Ønske om de foreslaaede Ændringer i Forfatningsloven, deriblandt navnlig ogsaa om Udnævnelse af en særlig islandsk Minister, som er det islandske Sprog mægtig og giver Møde paa Altinget«, ville blive opfyldt. Men da mange islændere ønskede ministeriet for Island henlagt til Reykjavik, "har vi,for at dette vigtige Spørgsmaal kan blive underkastet en nøje Prøvelse af Altinget, besluttet ogsaa at forelægge for dette i den kommende Samling et Forslag, som foruden de øvrige i fornævnte Forslag indeholdte Ændringer vil gaa ud paa, ikke alene at vor Minister for Island skal være det islandske Sprog mægtig og give Møde paa Altinget, men ogsaa, at vort Ministerium for Island skal have sit Sæde i Reykjavik".
Ved Valgene sejrede hjemmestyrepartiet. Det bebudede forslag fra regeringens side til forfatningsændring blev forelagt Altinget. Det Guðmundsson’ske parti havde ved valgene måttet love at stemme for ministerens bosættelse på Island, og regeringsforslaget blev også enstemmigt vedtaget i begge afdelinger. Altinget blev igen opløst og nyvalg udskrevne i begyndelsen af juni 1903. Hjemmestyrepartiet fik igen flertal og forfatningsloven blev enstemmigt vedtaget i nederste afdeling, men med alle stemmer imod een i den øverste afdeling. Den blev underskrevet af kongen den 3. oktober 1903.
Den ny forfatningsændring trådte i kraft 1. februar 1904, og byfoged og sysselmand Hannes Hafstein blev udnævnt til minister for Island. Landshøvdingsembedet og de øvrige til centraladministrationen hørende embeder på Island blev nedlagte, da det islandske ministerium blev flyttet til Reykjavik.

#### Urbaniseringen
I løbet af 1800-tallet frem til 1. verdenskrig gennemgik Island for første gang en vedvarende befolkningsvækst og samtidig skete en begyndende urbanisering: hvor den samlede bybefolkning i 1860 kun var 1.948 indbyggere (2,9% af indbyggertallet), voksede den i 1870 til 2.613 indbyggere (3,7%), i 1880 til 3.630 indbyggere (5,0%), i 1890 til 9.445 indbyggere (13,3%), i 1901 til 17.060 indbyggere (21,7%) og i 1910 til 29.957 indbyggere (35,2%). Selv om en del af forklaringen er, at flere steder fik bymæssig karakter, ses der dog tillige en kraftig vækst for de enkelte steder, således ikke mindst Reykjavik, Akureyri og Islafjøður.
| Sted           | 1785   | 1801   | 1835   | 1850   | 1860   | 1870   | 1880   | 1890   | 1901   | 1910   |
| -------------- | ------ | ------ | ------ | ------ | ------ | ------ | ------ | ------ | ------ | ------ |
| Akureyri       | 12     | 39     | 56     | 187    | 286    | 314    | 545    | 602    | 1.085  | 2.084  |
| Ísafjörður     | -      | -      | 37     | 90     | 218    | 275    | 518    | 839    | 1.220  | 1.854  |
| Reykjavik      | -      | 307    | 639    | 1.149  | 1.444  | 2.024  | 2.567  | 3.886  | 6.321  | 11.600 |
| Vestmannaeyjar | -      | -      | -      | -      | -      | -      | -      | 314    | 345    | 770    |
| Eyrarbakki     | -      | -      | -      | -      | -      | -      | -      | 596    | 760    | 735    |
| Keflavík       | -      | -      | -      | -      | -      | -      | -      | 241    | 325    | 340    |
| Hafnarfjörður  | -      | -      | -      | -      | -      | -      | -      | 616    | 600    | 1.547  |
| Akranes        | -      | -      | -      | -      | -      | -      | -      | 622    | 755    | 810    |
| Ólafsvík       | -      | -      | -      | -      | -      | -      | -      | 219    | 590    | 525    |
| Stykkishólmur  | -      | -      | -      | -      | -      | -      | -      | 236    | 310    | 590    |
| Seyðisfjörður  | -      | -      | -      | -      | -      | -      | -      | 377    | 840    | 930    |
| Stokkseyri     | -      | -      | -      | -      | -      | -      | -      | -      | -      | 680    |
| Helissandur    | -      | -      | -      | -      | -      | -      | -      | -      | -      | 410    |
| Patreksfjörður | -      | -      | -      | -      | -      | -      | -      | -      | 295    | 475    |
| Bildudalur     | -      | -      | -      | -      | -      | -      | -      | -      | 275    | 285    |
| Þingeyri       | -      | -      | -      | -      | -      | -      | -      | -      | -      | 335    |
| Flateyri       | -      | -      | -      | -      | -      | -      | -      | -      | 250    | 220    |
| Suðureyri      | -      | -      | -      | -      | -      | -      | -      | -      | 255    | -      |
| Bolungarvík    | -      | -      | -      | -      | -      | -      | -      | -      | -      | 815    |
| Blönduós       | -      | -      | -      | -      | -      | -      | -      | -      | -      | 275    |
| Sauðárkrókur   | -      | -      | -      | -      | -      | -      | -      | -      | 410    | 475    |
| Siglufjörður   | -      | -      | -      | -      | -      | -      | -      | -      | -      | 415    |
| Húsavík        | -      | -      | -      | -      | -      | -      | -      | -      | 330    | 600    |
| Vopnafjörður   | -      | -      | -      | -      | -      | -      | -      | -      | -      | 230    |
| Bakkagerði     | -      | -      | -      | -      | -      | -      | -      | -      | -      | 205    |
| Nes            | -      | -      | -      | -      | -      | -      | -      | -      | -      | 530    |
| Eskifjörður    | -      | -      | -      | -      | -      | -      | -      | -      | 230    | 425    |
| Buðir          | -      | -      | -      | -      | -      | -      | -      | -      | 245    | 395    |
| Island         | 46.201 | 47.240 | 56.035 | 59.157 | 66.987 | 69.763 | 72.445 | 70.927 | 78.470 | 85.183 |

#### Næringslivets forandring
Helt frem til midten af 1800-tallet udgjorde landbrug Islands altdominerende næringsvej; fiskeri spillede en ganske underordnet rolle: endnu i 1850 ernærede 82% af Islands indbyggere sig ved landbrug og kun 7% ved fiskeri. I 1890 levede 64 % af landbrug, 18 % af fiskeri og i 1910 levede 51 % af landbrug, 19 % udelukkende af fiskeri. I 1870-erne oplevede landbruget (altovervejende fåreavl, hesteavl og kvægavl baseret på omfattende høproduktion) en krise: udførslen af levende får til England faldt efter et engelsk indførselsforbud fra over 50.000 stk. til blot 10-20.000 stk., tilmed til langt lavere priser (fra tidligere 15-20 kr. pr. stk. faldt priserne til 10-14 kr. pr. stk., det vil sige med omkring 30%). Forsøg på at omgå vanskelighederne ved i stedet at øge salget af nedsaltet fårekød ramtes af modgang ved indførelse af en høj beskyttelsestold i Norge, der var hovedaftager heraf. 
Samtidig oplevede fiskeriet i årtierne omkring århundredeskiftet en voldsom fremgang: torskefiskeriet, som også tidligere havde spillet en hovedrolle inden for fiskerinæringen, gik i stigende grad over til at ske fra større dæksfartøjer, for en væsentlig del indkøbt i England, som afløste de tidligere anvendte åbne både. Denne udvikling førte til stærkt voksende fangstudbytter, der gav deltagerne særdeles gode indkomster og ligeledes voksede sildefiskeriet voldsomt, fra 5.000 tdr. i 1902 til 40.000 i 1903, 85.000 i 1904 og 120.000 tdr. i 1905 til en samlet værdi af omkring 2,4 mio. kr., og følgen blev en stigende afvandring fra landbruget til fiskeriet: i 1880 var landbrugets andel af sysselsætningen faldet til 75%, i 1890 til 64% og i 1901 til 51%, mens fiskeriets andel var vokset til 16% (en stor del udgjordes imidlertid af fiskebønder, det vil sige folk, der fiskede det meste af året men i landbrugets høsttid fra juni til september/oktober deltog i høstarbejdet, fordi der da netop var brug for stor sæsonbetonet arbejdskraft).
Torskefiskeriets betydning kan belyses ved mængden af udført klipfisk omkring århundredeskiftet:
| År        | Mængde             |
| --------- | ------------------ |
| 1870-1880 | gns. 5-6 mio. pd.  |
| 1881-1885 | gns. 12,9 mio. pd. |
| 1886-1890 | gns. 16,0 mio. pd. |
| 1891-1895 | gns. 19,5 mio. pd. |
| 1896-1900 | gns. 23,9 mio. pd. |
| 1901      | 24,6 mio. pd.      |
| 1902      | 26,5 mio. pd.      |
| 1903      | 30,7 mio. pd.      |

Når landbruget fortsat kunne holde på en så forholdsvis stor andel af befolkningen, så skyldtes det, at netop på denne tid skete på Island et gennembrud for moderne landbrug efter dansk forbillede: i 1896 begyndte man at indføre centrifuger, der kunne give en langt bedre og kvalitetsmæssigt mere ensartet behandling af mælken, og antallet steg i de følgende år med henved 3-400 stk. om året. År 1900 oprettedes det første andelsmejeri på Island (med en dansk mejerist som vejleder), i 1904 var antallet allerede vokset til 22, og i 1905 til 35. I 1907 oprettedes det første andelsslagteri i Reykjavik, og i de følgende år blev flere oprettet. Gennem avlsforeninger og dyrskuer søgtes husdyrene forædlet. 4 landbrugsskoler blev oprettet: Olafsdal på vestlandet (1880), Eiðar på østlandet (1883) samt Holar på nordlandet og Hvanneyri i Borgarfjord på sydlandet (1890).

#### Indenrigshandelen
Antallet af købmandsforretninger på Island voksede meget: i 1865 fandtes der kun 63 forretninger i hele landet, deraf 28 islandske og 35 danske, i 1914 var antallet af købmandsforretningerne, hvoraf dog mange var meget små, vokset til 547, deraf var 504 islandske og 43 danske.

#### Udenrigshandelen
Handelsomsætningen voksede fra midten af det 19. århundrede utrolig meget, fra 3 mio. kr til i 1914 næsten 39 mio., i det sidstnævnte år er den altså næsten 13 gange større end 1849. Længe var der dog et ret betydeligt underskud i vareomsætningen, men siden 1906 forandrede handelsbalancen sig i Islands favør.
| År                            | Indførte varer 1.000 kr | Udførte varer 1.000 kr | I alt 1.000 kr |
| ----------------------------- | ----------------------- | ---------------------- | -------------- |
| 1849                          | -                       | -                      | ca. 3.000      |
| 1881-1885 (årligt gennemsnit) | 6.109                   | 5.554                  | 11.663         |
| 1886-1890 (årligt gennemsnit) | 4.927                   | 4.153                  | 9.080          |
| 1891-1895 (årligt gennemsnit) | 6.415                   | 6.153                  | 12.568         |
| 1896-1900 (årligt gennemsnit) | 8.289                   | 7.527                  | 15.816         |
| 1901-1905 (årligt gennemsnit) | 11.325                  | 10.433                 | 21.758         |
| 1906                          | 11.747                  | 13.499                 | 25.246         |
| 1907                          | 13.479                  | 15.426                 | 28.905         |
| 1908                          | 11.232                  | 12.075                 | 23.307         |
| 1909                          | 9.876                   | 13.129                 | 23.005         |
| 1910                          | 11.323                  | 14.406                 | 25.729         |
| 1911                          | 14.123                  | 15.691                 | 29.814         |
| 1912                          | 15.347                  | 16.558                 | 31.905         |
| 1913                          | 16.718                  | 19.128                 | 35.846         |
| 1914                          | 18.111                  | 20.830                 | 38.941         |

De vigtigste landbrugsprodukter, der udførtes, var saltkød, uld og uldvarer, skind og huder, smør og talg. Landbrugsprodukterne havde i 1901 en værdi af 1,9 mio. kr, i 1914 af 5¼ mio. kr. Af fiskeriprodukter udførtes især fuldt tilvirket, saltet torsk (klipfisk), samt utilvirket fisk og lufttørret torsk (stokfisk), endvidere sild, laks, torskelevertran, havkal- og sildetran, fiske- og hvalguano, rogn osv. Fiskeriprodukterne havde i 1901 en værdi af 5 mio. kr, i 1914 af 15¼ mio. kr. Desuden udførtes af jagtudbyttet og lignende edderdun, ryper, sælskind og ræveskind, der i 1914 havde en værdi af ca. 200.000 kr. De fornemste indførselsvarer var følgende: kornvarer, som i 1914 havde en værdi af 3.272.028 kr., kolonialvarer for 1.883.961 kr., der i blandt ca. ½ mio. kg kaffe og 2½ mio. kg sukker samt 90.000 kg tobak. Manufakturvarer indførtes 1914 for 2½ mio. kr., kul og petroleum for 3,3 mio. kr., heraf gik det meste til damptrawlere og motorbåde. Af bygningsmaterialer indførtes 1914 for 1,2 mio. kr., materialer til skibsudrustning og fiskeri for 2,3 mio., der i mellem 50.000 ton salt for 1,1 mio. kr. Af materialer til landbrugsproduktionen indførtes samme år for 262.000 kr, der i mellem pigtråd, landbrugsmaskiner og lidt kunstgødning.

## Det selvstændige Island (1918-)

### Eget land under den danske krone (1918-1940)
Ved Unionsloven af 1. december 1918 anerkendte Danmark Island som en suveræn stat, Kongeriget Island, men forenet med Danmark i en personalunion under en fælles konge, Christian 10. af Danmark. Island tog sit eget flag i brug, men Danmark krævede fortsat at have råderetten over udenrigspolitikken og militærvæsenet.

#### Befolkningsfremgang
Lige fra begyndelsen af det 20. århundrede var den islandske befolkning inde i en kraftig vækst på gennemsnitlig mere end 1% om året. fra 85.183 indbyggere i 1910 til 94.690 i 1920, 108.861 i 1930 og 121.348 i 1940. Samtidig fortsatte urbaniseringen, ikke mindst for Reykjaviks vedkommende: i 1910 boede 13,6% af befolkningen i hovedstaden, i 1940 var denne andel vokset til 31,4%.
| Sted           | 1920   | 1926    | 1927    | 1930    | 1931    | 1932    | 1933    | 1935    | 1936    | 1937    | 1938    | 1940    |
| -------------- | ------ | ------- | ------- | ------- | ------- | ------- | ------- | ------- | ------- | ------- | ------- | ------- |
| Akureyri       | 2.575  | 3.050   | 3.156   | 4.199   | 4.001   | 4.069   | 4.243   | 4.503   | 4.519   | 4.674   | 4.940   | 5.542   |
| Ísafjörður     | 1.980  | 2.227   | 2.189   | 2.533   | 2.441   | 2.471   | 2.576   | 2.602   | 2.671   | 2.651   | 2.666   | 2.861   |
| Reykjavik      | 17.679 | 23.224  | 24.304  | 28.309  | 28.847  | 30.565  | 31.689  | 34.231  | 35.300  | 36.103  | 37.366  | 39.122  |
| Vestmannaeyjar | 2.426  | 3.331   | 3.370   | 3.394   | 3.345   | 3.461   | 3.462   | 3.510   | 3.473   | 3.480   | 3.506   | 3.579   |
| Hafnarfjörður  | 2.366  | 3.085   | 3.158   | 3.593   | 3.568   | 3.540   | 3.748   | 3.735   | 3.676   | 3.673   | 3.652   | 3.707   |
| Seyðisfjörður  | 871    | 977     | 981     | 936     | 989     | 980     | 990     | 987     | 950     | 939     | 961     | 901     |
| Siglufjörður   | 1.159  | 1.580   | 1.668   | 2.022   | 2.100   | 2.180   | 2.330   | 2.643   | 2.638   | 2.700   | 2.828   | -       |
| Nes            | -      | -       | -       | 1.118   | 1.098   | 1.074   | 1.098   | 1.157   | 1.165   | 1.150   | 1.130   | 1.096   |
| Landdistrikter | 65.634 | 64.290  | 64.491  | 62.766  | 63.330  | 63.215  | 63.217  | 62.502  | 62.488  | 62.322  | 61.839  | -       |
| Island         | 94.690 | 101.764 | 103.317 | 108.861 | 109.719 | 111.555 | 113.353 | 115.870 | 116.880 | 117.692 | 118.888 | 121.348 |

Note: - angiver uoplyst.

#### Befolkningens næringsveje
Befolkningens fordeling efter næringsveje i 1920 og 1930 var følgende:
| Næringsvej               | 1920   | 1930    |
| ------------------------ | ------ | ------- |
| Immateriel virksomhed    | 3.417  | 4.756   |
| Landbrug                 | 40.634 | 39.003  |
| Fiskeri og hvalfangst    | 17.947 | 23.395  |
| Håndværk og industri     | 10.637 | 15.735  |
| Handel og omsætning      | 5.797  | 8.145   |
| Transport                | 5.742  | 8.140   |
| Andet                    | 176    | 520     |
| Tyende                   | 6.260  | 5.092   |
| Egne midler              | 1.866  | 2.385   |
| Offentlig understøttelse | 1.482  | 1.575   |
| Uangivet                 | 692    | 115     |
| Island                   | 94.690 | 108.861 |

Mens landbrugets andel af beskæftigelsen faldt fra 42,9% i 1920 til 35,8% i 1930, voksede fiskeri og hvalfangst fra 18,9% i 1920 til 21,5% i 1930, håndværk og industri fra 11,2% i 1920 til 14,4% i 1930, handel og omsætning samt transport begge fra 6,1% i 1920 til 7,5% i 1930 og immaterielle erhverv fra 3,6% i 1920 til 4,4% i 1930.

#### Landbrugets udvikling
Endnu frem til 1. verdenskrig udgjorde landbrug den vigtigste næringsvej på Island. Agerbrug spillede kun en ubetydelig rolle, hursdyrholdet var langt det vigtigste. Hele landbrugsbefolkningens velfærd var knyttet til græsvæksten, men det egentlig dyrkede land havde dog en meget liden udstrækning, ca. 250 km2. Kun hjemmemarkerne (tún) omkring gårdene blev gødet, og det kraftige hø fra disse (taða) blev benyttet til vinterfoder for køerne, høet fra de våde enge (úthey), der hovedsagelig bestod af halvgræs, tjente til foder for får og heste.
Hornkvægholdet var gået tilbage: i 1703 fandtes 35.860 stykker hornkvæg, i 1896: 23.713, i 1916: 26.176; derimod var fårenes antal vokset betydeligt: i 1703 blev holdt 278.994 får, i 1896: 841.966 og i 1916: 589.343. Fåreavlen var omkring århundredeskiftet landbrugernes hovednæringsvej. Om sommeren blev fårene drevet op på sommergræsgangene i randen af højlandet og hentet hjem om efteråret. Moderfårene holdtes tidligere de fleste steder hjemme om sommeren for at blive malket, men nu gik de løse om sommeren med lammene. I gode vintre måtte den største del af fårene selv søge deres føde ude og blev kun taget på stald i snestorme og dårligt vejr, men i hårde vintre med megen sne måtte de ofte holdes i hus i lang tid.
Høforsyningen spillede således en stor rolle for den islandske bonde, og i det 17. og 18. århundrede var der sædvanligvis i en eller anden del af landet mangel og dyrtid og undertiden hungersnød hvert 2. eller 3. år, hvad der for en stor del skyldtes almuens mangel på forsynlighed, idet kreaturerne døde i tusindvis af fodermangel, men omkring 1900 var man mere forsynlig, og det forekom sjældent, at der af den grund indtrådte hungersnød, undtagen da under aldeles ekstraordinære forhold.
Da alle rejser som regel endnu måtte gøres til hest og alt gods blev flyttet på hesteryg, blev der holdt en mængde heste på Island, i 1896: 43.235 stykker, i 1916: 49.146. De islandske heste var små, men efter deres størrelse meget kraftige og udholdende og egnede sig fortrinlig til rejser i et bjergfuldt land; mange af dem blev udført til Danmark og Storbritannien.
Havedyrkningen havde før kun haft liden betydning på Island, men gjorde gode fremskridt i begyndelsen af 1900-tallet, især dyrkedes kartofler og roer, i 1895 var høsten 25.236 hl kartofler og 22.449 hl roer, i 1916 henholdsvis 37.590 hl og 22.240 hl. Frugttræer kunne ikke trives; man dyrkede ved handelsstederne bærbuske som ribs og solbær, rabarber trivedes også godt.
I Reykjavik og Akureyri fandtes forsøgsstationer for landbrug og havebrug og flere mindre, spredte omkring i Landet. Der fandtes i begyndelsen af 1900-tallet to landbrugsskoler, på Hvanneyri på Sydlandet og på Holar på Nordlandet, tidligere var der fire. Islands landbrugsselskab i Reykjavik var midtpunktet for alle bestræbelser til fremskridt i jordbrug og kvægavl og fik en betydelig understøttelse af statsmidler. Små landbrugsforeninger fandtes i næsten hvert sogn, deres antal var i 1893: 90, i 1916: 159; disse foreninger indordnede sig i 7 landbrugsforbund, som igen stod under det store landbrugsselskabs overopsyn og ledelse.
Der fandtes på Island 4 statsansatte dyrlæger, en for hvert af de gamle amter. Landbruget gjorde omkring århundredeskiftet betydelige fremskridt på forskellige områder. Man oprettede en del små andelsmejerier i de tættere bebyggede egne, især på Sydlandet. Det første mejeri blev anlagt i 1901, men i året 1905 var der allerede 34 mejerier, som udførte smør til England for 193.000 kr. I 1913 udførtes 167.000 kg smør for 295.000 kr. På B.Th. Melsteds initiativ begyndte man også at anlægge andelsslagterier, der hurtigt fik en stor betydning for landet. Det første og største var Sydlandets Slagteri i Reykjavik, som oprettedes i 1907, men efterhånden blev andelsslagterier indrettede på de fleste handelspladser ved kysten.
Til husdyrracens forædling fandtes flere små avlsforeninger, og dyrskuer blev jævnligt afholdt.

#### Fiskeriets udvikling
Det islandske fiskeri var inde i en stærk udvikling i mellemkrigstiden med store udsving. Fiskerflåden (over 12 reg.t.) voksede fra 186 fartøjer med en tonnage på 13.376 reg.t. til 286 fartøjer med en tonnage på 22.358 reg.t. i 1925, men stagnerede derefter og var i 1930 289 fartøjer med en samlet tonnage på 22.444 i 1930 og 293 fartøjer med en samlet tonnage på 21.047 reg.t. i 1933, hvorefter en fornyet stigning satte ind til 354 fartøjer med en samlet tonnage på 23.735 reg.t. i 1936.
Selve fiskeriet var ligeledes udsat for store svingninger både i mængder og i værdi: i 1921 blev fx fanget 73.837 ton torsk, hellefisk o.lign. med en samlet værdi på 22.456.000 kr. hvilket voksede til 194.615 ton med en værdi på 21.783.000 kr i 1930 for derefter at falde til 81.418 ton med en værdi på 13.511.000 kr i 1936. Sildefangsten voksede fra 8.686 ton til en værdi af 1.172.000 kr i 1921 til 58.499 ton til en værdi af 3.187.000 kr i 1930 og nåede 118.131 ton til en værdi af 5.960.000 kr i 1936. I 1935 opgjordes første gang fiskeri af rødfisk til 66.580 ton til en værdi af 198.000 kr for så at stige til 355.796 ton til en værdi af 1.007.000 kr i 1936. Samlet voksede værdien af fiskefangsten fra 24.122.000 kr i 1921 til 53.552.000 kr i 1924 men faldt atter til 42.717.000 kr i 1930 og nåede ned på 22.245.000 kr i 1936.

### 2. verdenskrig (1940-1945)
Den 9. april 1940 blev Danmark okkuperet af Tyskland, og kommunikationerne mellem Island og Danmark brød sammen. Som et resultat valgte Altinget den 10. april at tage egen kontrol over udenrigspolitikken. Der blev valgt en egen guvernør, Sveinn Bjørnsson, som senere blev valgt til Islands første præsident.
I løbet af 2. verdenskrig fulgte Island en konsekvent neutralitetspolitik og modsatte sig, at Tyskland og Storbritannien brød neutralitetslovene. Den 10. maj 1940 sejlede britiske styrker alligevel ind i havnen i Reykjavík og invaderede landet og okkuperede det, idet Storbritannien har hævdet, at okkupationen var en nødvendighed for at forhindre, at Tyskland kunne okkupere Island.
Den islandske regering protesterede mod okkupationen, men landet havde ikke egne militærstyrker og landets politistyrke var på en træningslejr uden for hovedstaden. På okkupationsdagen talte statsministeren i radioen og bad islændingene behandle okkupanterne som de ellers ville behandle gæster. I forholdet til okkupanterne udviklede regeringen hurtig en samarbejdspolitik, som var til forveksling lig den Danmark benyttede under Tysklands okkupation.
Da den britiske okkupationen var på sit højeste havde Storbritannien omkring 25.000 mand stationeret på Island. De fleste var stationeret i nærheden af Reykjavík og på andre strategiske steder. I juli 1941 blev ansvaret for forsvaret af Island overgivet til USA efter en amerikansk-islandsk aftale. Briterne havde brug for alle deres militære styrker andre steder. Amerikanerne havde på det højeste 40.000 soldater i landet. Islands totale befolkning bestod da af omkring 120.000 mennesker.
I 1943 skulle Danmark og Island have genforhandlet Islands medlemskab af Det Danske Rigsfællesskab, men det kunne ikke lade sig gøre på grund af krigen. Som en følge af en folkeafstemning blev Island formelt en uafhængig republik den 17. juni 1944. Da Danmark fortsat var okkuperet af Tyskland, var der mange i Danmark, som følte sig sveget af, at islændingene valgte dette tidspunkt til at bryde båndene med Danmark. Til trods for disse følelser sendte den danske konge, Christian 10., sine lykønskninger til det islandske folk.

#### Økonomiske forbedringer
Under krisen i 1930'erne havde den islandske økonomi været inde på et skråplan: den islandske valuta var overvurderet, beholdningen af udenlandsk valuta var i bund, der var sket en kraftig gældsætning i form at store lån i Danmark, England og Sverige (ved krigens udbrud omkring 100 millioner islandske kroner). Nok havde landet en beskeden arbejdsløshed i forbindelse med stor virksomhed og store investeringer, men samtidig indebar det en ganske høj rente og kraftige prisstigninger. Helt katastrofal blev situationen i sommeren 1939, da fiskeriet efter sommersild slog fejl.
Krigens udbrud bevirkede imidlertid en umiddelbar og kraftig forbedring af økonomien: allerede lige efter krigens udbrud skete en kraftig forbedring på de fleste islandske eksportvarer (frossen fisk, tran, sildeolie og lignende), idet England var villig at købe al den fisk, islændingene kunne sælge, til høje priser. Den engelske besættelse af øen indebar, at Islands eksport nu udelt gik til England, der tilmed fuldt ud kunne opveje tabet af andre markeder. Til gengæld havde landet vanskeligheder med forsyningerne udefra, men efter den amerikanske landsættelse af tropper fandt dette en heldig løsning. Mens Island under den engelske besættelse havde et stort handelsoverskud, ændredes dette fra 1942 til handelsunderskud:
| År   | Eksport | Import | Handelsoverskud |
| ---- | ------- | ------ | --------------- |
| 1940 | 133     | 74     | 59              |
| 1941 | 189     | 131    | 58              |
| 1942 | 201     | 248    | ÷47             |
| 1943 | 233     | 251    | ÷18             |
| 1944 | 254     | 247    | 7               |
| 1945 | 268     | 320    | ÷52             |

Foruden de officielle handelstal må imidlertid tilregnes Islands skjulte indkomster fra de på øen stationerede udenlandske tropper. Dette afspejler sig i form af de udenlandske tilgodehavender, islandske banker havde:
| År   | mill. isl. kr |
| ---- | ------------- |
| 1939 | ÷12           |
| 1940 | 60            |
| 1941 | 165           |
| 1942 | 285           |
| 1943 | 438           |
| 1944 | 563           |
| 1945 | 467           |

Højdepunktet for disse tilgodehavender var i juni 1945, da de udgjorde 582 mio. islandske kroner.
Under hele krigen var den islandske økonomi præget af høj inflation, fremmet af fordelagtige lønaftaler for fagforeningerne i 1941, blandt andet med bestemmelser om løntillæg til dækning af de indekserede leveomkostninger, og tilsvarende aftaler for landbruget med hensyn til prisindeksering af denne næringsvejs varer. De forhøjede priser svækkede Islands eksportevne og tvang regeringen til indgreb. Med til billedet hører, at en kraftig afvandring fra land til Reykjavik og omegn medførte store boligproblemer, som endnu var uløste ved krigens afslutning.

### Efterkrigstidens Island (1945-1991)

#### "Nyskabelsen"
Island blomstrede i løbet af 2. verdenskrig og samlede betydelige valutareserver i udenlandske banker. Regeringen ledet af en usandsynlig majoritet af tre partier, de konservative (Sjálfstæðisflokkurinn), sosialdemokraterne (Alþýðuflokkurinn) og socialisterne (Sameiningarflokkur alþýðu - Sósíalistaflokkurinn), besluttede ved en politik, der fik navnet "nyskabelsen", at kapitalen skulle placeres i en fond som skulle gå til at forny fiskeriflåden, bygningen af fiskeri- og færdiggøringsfabrikker, og en generel modernisering af jordbruget. Denne politiks hensigt var at bevare Islands generelle levestandard på det niveau den havde fået under krigen.
Regeringens fiskeripolitik var konsekvent keynesianisme, og målet var at skabe den nødvendige industrielle infrastruktur for et velstående industrialiseret samfund. Det blev betragtet som nødvendigt at holde arbejdsledigheden nede på et absolut minimum og beskytte eksportindustrien, det vil sige fiskeindustrien, ved at styre valutaen og med andre midler.
De gode hensigter til trods, betød det forøgede omkostningsniveau på øen, at de vareudførende erhverv fik stigende vanskeligheder, idet man fastholdt faste valutakurser. I de første efterkrigsår måtte staten garantere mindstepriser for fiskeriprodukter for at undgå standsning af eksporten, og det betød kroniske udgifter for statskassen; ved lov i 1947 kom en tvungen indeksregulering af lønnen. Det bragte dog ikke udviklingen under kontrol, men førte til protester fra de islandske fagforeninger. Som følge af den uheldige udvikling, der forstærkedes af de fremmede troppers tilbagetrækning efter krigen, skete et kraftigt fald i tilgangen til fremmed valuta, et prisfald på eksportvarer (især frossen fisk), overdrevent forbrug af (fremmed) valuta til de store investeringer og forværrede handels- og valutabalancen i de første efterkrigsår (tal i mio. isl. kr.):
| År   | Eksport | Import | Handelsbalance |
| ---- | ------- | ------ | -------------- |
| 1946 | 291     | 442    | ÷151           |
| 1947 | 290     | 519    | ÷229           |
| 1948 | 396     | 457    | ÷61            |

Resultatet af udviklingen, der til overmål forværredes af fejlslåede sildefiskerier ved Nordisland i årene 1945-1948 og af en udtalt mangel på forhøjelse af skatterne til dækning af statens kroniske underskud, var, at staten overtrak sin konto i Seddelbanken og derved forstærkede inflationen og forværrede forholdene; i 1948 måtte gennemtvinges en kraftig nedskæring af indførte forbrugsvarer.

#### Torskekrig
Eftersom Island var fuldstændig afhængigt af et ustabilt fiskeri og udlandets behov for fiskeprodukter forblev Islands økonomi ustabil til godt ind i 1990'erne, da landets økonomi i stor grad blev forgrenet udenlands.
I takt med at bevidstheden om fiskeriets begrænsninger voksede også Islands virke for at beskytte den for landet helt afgørende næringsvej. For at modvirke overfiskeri, udvidede Island i 1964 sin fiskerigrænse til 12 sømil og i 1972 til 50 sømil. Den sidste udvidelse udløste den såkaldte torskekrig med Storbritannien, der sendte krigsskibe ud for at beskytte sine fiskerfartøjer. I 1973 indgik landene en fiskeriaftale. I oktober 1975, da aftalen fra 1973 udløb, udvidede Island fiskerigrænsen til 200 sømil under hensyn til miljøbeskyttelse og sikringen af egne økonomiske interesser, hvorved en ny torskekrig brød ud. Som følge heraf afbrød Island i februar 1976 midlertidigt sine diplomatiske forbindelser med Storbritannien. Først i juni samme år indgik de to lande en ny aftale, og i december blev de britiske fisketrawlere trukket ud af islandsk farvand; i 1979 fastholdt Island sin økonomiske overhøjhed over 200 sømilegrænsen. Hensynet til fiskeriet – herunder muligheden for at forhindre andre landes fiskere i at fiske inden for islandsk territorialfarvand – er en hovedårsag til, at Island ikke har tilsluttet sig EU, hvor særhensyn til landet ikke vil blive taget.

#### Forsvarspolitikken
I oktober 1946 blev de islandske og amerikanske regeringer enige om at afslutte USA's ansvar for at forsvare Island, men USA beholdt Keflavík for at kunne have en betydelig militær tilstedeværelse i Atlanterhavszonen. Til trods for betydelig uenighed over hele Island og store demonstrationer uden for parlamentshuset blev Island medlem af NATO den 30. marts 1949, men med den reservation, at landet aldrig ville deltage i offensive militære handlinger mod en anden nation. Efter udbruddet af krigen i Korea i 1950 og en forespørgsel fra NATO blev USA og Altinget enige om, at USA igen skulle have kontrollen over Islands forsvar. Denne aftale blev underskrevet den 5. maj 1951 og stadfæstede den kontroversielle amerikanske militære tilstedeværelse på Island, noget som varede helt frem til 2006.
I marts 2006 informerede USA om, at de agtede at trække størstedelen af de styrker tilbage, som udgjorde Islands forsvar; Icelandic Defence Force. Den 12. august 2006 forlod de sidste fire jagerfly F-16 det islandske luftrum. Fra 1987 blev den militære lufthavn omdannet til civil lufthavn under navnet Keflavík International Airport (islandsk: Keflavíkurflugvöllur). Lufthavnen fik en ny lufthavnsterminal for de rejsende og har fået flyveforbindelse med betydningsfulde lufthavne i Europa og på den nordamerikanske østkyst.
Island er det eneste NATO-land, som ikke har en fuldstændig militærstyrke. Landet har en politistyrke, som inkluderer en egen speciel våbenenhed, og en kystvagt med en mindre flåde af lette, armerede skibe. Island har også eskadroner af bevæbnede fredsbevarende styrker i militæruniform, som er blevet udstationeret i Bosnien og Afghanistan.

### Island efter den kolde krig (siden 1991)
I 1991 dannede Davíð Oddsson, lederen af det konservative Sjálfstæðisflokkurinn (Selvstændighedspartiet), en koalitionsregering med sosialdemokraterne (Alþýðuflokkurinn). Denne regering havde en markedsorienteret politik og privatiserede et antal store og små bedrifter. På samme tid stabiliserede den islandske økonomi sig og den tidligere kroniske inflation blev dramatisk reduceret. Island blev medlem af Det europæiske økonomiske samarbejdsområde (EØS) i 1994.
I 1995 dannede Davíð Oddsson en koalitionsregjering med Framsóknarflokkurinn (Fremskridtspartiet), og denne regeringen fortsatte den frie markedspolitik og privatiserede to forretningsbanker og det statsejede Iceland Telecom. Indkomstskatterne blev reduceret til 18% (fra omkring 50% i begyndelsen af tiåret), arveavgiften blev stærkt reduceret og formueskatten afskaffet. Et system som gjorde det muligt at overføre individuelle fiskekvoter (første gang introduceret i slutningen af 1970-tallet) blev videreudviklet.
Koalitionsregeringen forblev ved magten efter gode valg i 1999 og 2003, men i 2004 gik Davíð Oddsson af som statsminister efter 13 år og blev udenrigsminister for en kort stund og trak sig derefter helt fra politik i 2005. Halldór Ásgrímsson, lederen af Fremskridtspartiet overtog som statsminister fra 2004 til 2006, fulgt af Geir H. Haarde, Oddssons efterfølger som leder af Selvstændighedspartiet.
Regeringen sprængtes efter alltingsvalget 2007 da Fremskrittspartiet trak sig efter et sviende valgnederlag. Selvstændighedspartiet etablerede derefter en ny koalitionsregering sammen med det socialdemokratiske Samfylkingin, som blev etableret som en valgalliance i 1998 netop for at være en modvægt til Selvstændighedspartiets dominans i islandsk politik.
Etter en midlertidig konjunkturnedgang tidlig i 1990'erne var den økonomiske vækst betydelig, omtrent 4% årligt fra 1994 og Island blev nu et af de mest velstående lande i verden ifølge statistik publiceret af Organisation for Economic Co-operation and Development (OECD). Regeringerne i 1990'erne og 2000'erne har holdt fast ved den kontroversielle, men stabile proamerikanske udenrigspolitik, givet nominel (symbolsk) støtte til NATOs militære aktioner i Kosovokrigen og deltog som en del af koalitionen som støttede USA i invasionen af Irak i 2003. Island var det første land som anerkendte suveræniteten for de tidligere Sovjetrepublikker i Baltikum; Litauen, Letland og Estland, samt den tidligere jugoslaviske republik Montenegro.

#### ALCOA-skandalen og finanskrisen i 2008
I juni 2007 igangsatte aluminiumsselskabet Alcoa opførelsen af et nyt aluminiumsværk i Fjardaál på det østlige Island. Værket blev færdigt i april 2008 og havde en kapacitet på 940 tons aluminium per dag (346.000 tons per år). Den nødvendige energi blev skaffet ved opførelsen af Kárahnjúkar Hydropower Plant, opført af det statsejede Landsvirkjun. Vandkraftværket bevirkede en af de alvorligste menneskeskabte naturkatastrofer på Island, hvor massevis af ynglepladser for fugle blev oversvømmede og ødelagte. Værkets ibrugtagen skete umiddelbart inden, at den økonomiske krise satte ind. Tre islandske banker, der havde forestået finansieringen af byggerierne ved lån, gik konkurs.
I oktober 2008 kollapsede det islandske banksystem og førte til, at Island måtte søge om store lån fra den Internationale Valutafond (IMF) og venligt sindede lande. Omfattende protester i slutningen af 2008 og begyndelsen af 2009 førte til, at regeringen Geir Haarde måtte gå af, og denne blev erstattet 1. februar 2009 af en koalitionsregering ledet af Samfylkingin (Socialdemokraterne) og Vinstrihreyfingin - Grænt framboð (Venstrebevægelsen – de grønne). Samfylkingins Jóhanna Sigurðardóttir blev udnævnt til statsminister. Der blev afholdt valg i april 2009, og en fortsat koalitionsregering bestående af Samfylkingin og Vinstrihreyfingin - Grænt framboð blev etableret i maj 2009.
Den islandske centralbank henvendte sig i november 2008 til de øvrige nordiske lande og bad om bidrag til et større langsigtet lån. I begyndelsen af juli 2009 blev det bekræftet, at Danmark, Finland, Norge og Sverige var gået sammen om et langsigtet lån på totalt 1,775 milliarder euro (omtrent 13,224 mia DKK).
Krisen medførte den største udvandring siden 1887, da omtrent 5.000 personer udvandrede i 2009. Islands økonomi blev siden stabiliseret med en forventet vækst på 2,8% i 2012.

#### Icesave
Blandt de krakkede banker var Icesave, en internetbank under Landsbanki, der havde lovet 7% i årlig rente. Dette havde fået englændere og hollændere til at sætte penge i banken. Den islandske stat overtog i 2009 banken Landsbanki og dermed også dens internetbank Icesave for at redde de islandske lånere fra tab. Der imod fik de udlandske spekulanter ikke deres penge retur. Den 5. marts 2010 stemte islændingerne om et ja eller nej til en Icesave-gældsaftale, der skulle stille kompensation til England og Holland i udsigt. 93,2 procent af de islandske vælgere stemte nej til Icesave-loven. Efterfølgende er det lykkedes for den retablerede Landsbanki at tilvejebringe over halvdelen del den oprindelige banks gæld i fremmed valuta, hvilket betyder, at der vil ske en tilbagebetaling til blandt andet små kreditorer i Storbritannien og Holland i perioden 2014-2018.
Efter en kraftig reduktion i Islands økonomi 2009-2010 på 10.7 % skete der en vækst på 2,7 % i 2011, 1,1 % i 2012 og 3,5 % i 2013. Turisme udviklede sig til den vigtigste eksportkilde med en andel, der steg fra 20 % i 2009 til 25 % i 2013 af de samlede eksportindtægter. Som følge af den høje gældsætning i islandske familier tog regeringen skridt til at lette situationen i form af indekserede lån. Fra slutningen af 2013 faldt inflationen kraftigt i begyndelsen af 2014 til under det 2,5 % mål, som den islandske nationalbank havde sat som mål.